# Maasboulevard (Maastricht)
De Maasboulevard is een ruim vijf kilometer lange boulevard langs de rivier de Maas in de Nederlandse stad Maastricht. De boulevard en de daaraan parallel lopende Maaspromenade kwamen in de jaren 1960 en '70 gefaseerd tot stand op het tracé van het gedempte Kanaal Luik-Maastricht.
Sinds 2003 wordt de weg in een deel van het centrum door een tunnel geleid. Op het dak van de tunnel is een uitbreiding van de promenade aangelegd, die de barrièrewerking van de boulevard in dit gedeelte opheft. De Maaspromenade is uitsluitend bedoeld voor voetgangers en heeft door de aanwezigheid van voorzieningen voor rondvaartboten tevens een toeristische functie.
De Maasboulevard heeft een divers karakter, variërend van drukke stadsstraat en wandelpromenade tot bijna landelijke weg. Het centrale deel vervult een belangrijke functie voor het gemotoriseerd verkeer in Maastricht, terwijl de verkeersintensiteit in het zuidelijk deel laag is. Langs de boulevard staan tientallen rijks- en gemeentelijke monumenten.

## Ligging, inrichting en verkeer
De Maasboulevard loopt grotendeels parallel aan de westelijke Maasoever, vanaf het Landbouwbelang in het noorden tot aan de Nederlands-Belgische grens bij Klein-Ternaaien (Frans: Petit-Lanaye) in het zuiden. Bij het Landbouwbelang buigt de weg naar het westen en sluit via de Bassinbrug aan op de Boschstraat. Ongeveer een derde van de weg ligt in het Maastrichtse stadscentrum, in de buurten Boschstraatkwartier, Binnenstad en Jekerkwartier. Het andere en grootste deel ligt in Maastricht-Zuidwest, in de buurten Villapark en Sint Pieter. In België zet de weg zich als rue Collinet voort op het grondgebied van de gemeente Wezet tot aan de Sluis van Ternaaien. Doordat de rue Collinet aan deze zijde geen aansluiting heeft op doorgaande routes, is er op het zuidelijk deel van de boulevard relatief weinig verkeer.
In het centrum van de stad is de Maasboulevard een straat voor doorgaand verkeer, die deels ondergronds loopt en mede daardoor weinig zijstraten heeft. De meeste kruisingen zijn gelijkvloers, op die met de John F. Kennedybrug na. In het noordelijk deel zijn de Boschstraat, de Bassinkade, de Sint Teunisstraat, de Maastrichter Grachtstraat, de Kleine Gracht en de Gubbelstraat zijstraten die vanaf de Maasboulevard zijn te bereiken (voor zover geen eenrichtingsverkeer geldt); in het zuidelijk deel van het centrum zijn dat alleen de Eksterstraat (indirect via Het Bat), de Graanmarkt en de Prins Bisschopsingel. De overige zijstraten, inclusief de Wilhelminabrug en de Sint Servaasbrug, zijn alleen te bereiken vanaf de parallelle ventwegen: de Van Hasseltkade, de Kesselskade en Het Bat. In de ruim 400 m lange tunnel bevinden zich twee afritten, waarvan er een naar de parkeergarage van Mosae Forum leidt en de andere naar een bevoorradingsplein van het winkelcentrum. Het verkeer vanuit de parkeergarage beschikt in zuidelijke richting over een invoegstrook. Aan de kant van de Kesselskade ligt een hellingbaan die naar een fietsparkeerkelder leidt. Langs de Maas en gedeeltelijk op het tunneldak van het ondergrondse deel ligt de Maaspromenade, die als wandelboulevard voor voetgangers is ingericht. De niveauverschillen tussen de diverse delen zijn geaccentueerd door trappartijen.
De breedte van de boulevard varieert plaatselijk sterk, wat deels toe te schrijven is aan de aan- of afwezigheid van fietspaden en groenstroken, en het wel of niet meerekenen van ventwegen en Maaskades. De Bassinbrug in het noordelijk deel is circa 30 m breed, inclusief drie rijstroken, twee vrijliggende fietspaden en – slechts aan één kant – een smal voetpad. In de binnenstad heeft het bovengrondse deel van de boulevard ongeveer dezelfde breedte. Rekent men de ventwegen mee, dan is de breedte hier 40-50 m. Het tunnelgedeelte is slechts 12-15 m breed, met dien verstande dat fiets- en voetpaden hier ontbreken. De Maaspromenade varieert in breedte van 30 tot 50 m. Ten zuiden van de tunnel loopt de boulevard door het Stadspark. Hier bedraagt de breedte ruim 35 m, terwijl ventwegen ontbreken. Ter hoogte van het verkeersknooppunt met de N278 (Prins Bisschopsingel en Kennedybrug) is de boulevard op zijn breedst. Vanwege de aansluiting op de Randweg-Zuid is dit tevens het drukste deel. Verder naar het zuiden draagt de weg het karakter van een brede stadsstraat met twee rijstroken, deels gescheiden door een middenberm, en aan weerszijden ventwegen. Indien de ventwegen worden meegerekend, bedraagt de breedte van gevel tot gevel hier 50-60 m. De weg verliest daarna snel aan breedte en de ventwegen Hoge en Lage Kanaaldijk gaan geleidelijk over in wandel- en fietspaden; de eerstgenoemde eerder dan de laatstgenoemde. Zijstraten in dit deel zijn van noord naar zuid: Parkweg, Sint Lambertuslaan, Kapelweg, Bergweg, Sint Pietersluisweg, Burgemeester Ceulenstraat, Ursulinenweg en Slavante. Hoe meer naar het zuiden, hoe verder uit de bebouwde kom en hoe rustiger de weg wordt. Voorbij het dorp Sint Pieter is de 'boulevard' nog slechts vijf meter breed.
Een deel van de Maasboulevard wordt intensief gebruikt door het openbaar vervoer. Elf stads- en streekbuslijnen van Arriva maken in oost-westelijke richting gebruik van de aanlanding van de Wilhelminabrug en vervolgen hun weg over het noordelijk deel van de Maasboulevard in de richting van de Boschstraat. Aan de Maasboulevard bevindt zich een bushalte tegenover Mosae Forum. Enkele regionale bussen van De Lijn naar Belgisch-Limburg rijden dezelfde route en halteren eveneens bij Mosae Forum. Op het zuidelijk deel van de boulevard rijdt OTW-bus 78 van Maastricht naar Luik, die echter een lage frequentie heeft. De plannen voor de Sneltram Hasselt - Maastricht, die volgens een aangepaste versie uit 2015 zijn eindhalte zou krijgen op de Maaspromenade bij Mosae Forum, zijn in 2022 definitief opgegeven.

## Geschiedenis
Het gebied waarin de Maasboulevard ligt heeft een rijke historie. Aan de totstandkoming van de verkeersweg in de jaren 1960 en 70 ging een periode vooraf waarin het gebied uiteenlopende functies had voor de nederzetting en latere stad Maastricht, variërend van havenwijk tot kanaalzone. De aanleg van het kanaal naar Luik in de negentiende eeuw en de Maasboulevard in de twintigste eeuw vaagde de oudere structuren slechts ten dele weg.

### Tot 1850: rivieroever en havenwijk

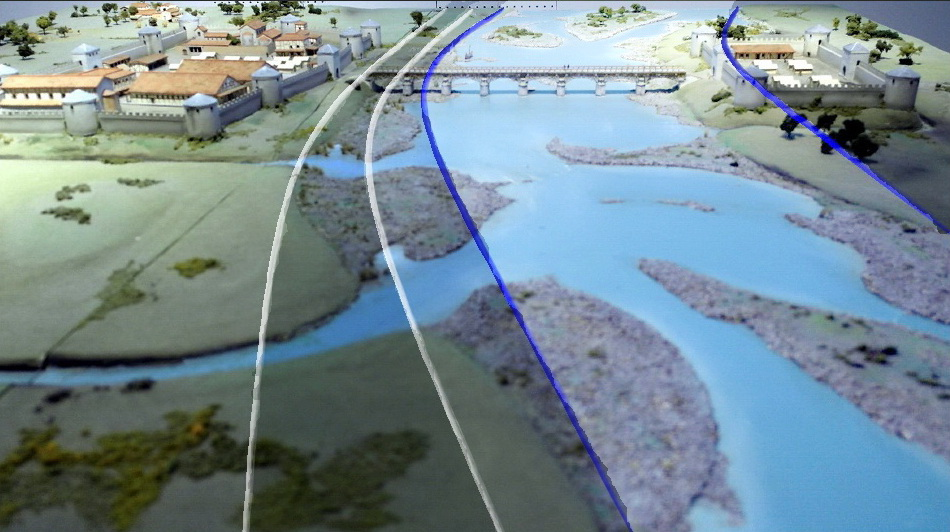
Globale ligging van castellum en Romeinse brug ten opzichte van de huidige Maasoevers (licht gemarkeerd) en de Maasboulevard (donker). Maquette F. Schiffeleers, 1992

Het tracé van de hedendaagse Maasboulevard viel in de Romeinse tijd gedeeltelijk samen met het stroomgebied van de Maas. De rivieroever ter hoogte van het Stokstraatkwartier, waar de kern lag van de Romeinse nederzetting Mosa Trajectum, lag omstreeks het begin van de christelijke jaartelling circa 80 m westelijker dan de huidige oever. Op dit punt stak de Romeinse hoofdweg van Keulen naar Tongeren de Maas over. De locatie van de Romeinse brug van Maastricht is aan de oostzijde van de Maasboulevard aangegeven door middel van een uitkijkplatform. Mogelijk bevinden zich onder het wegdek restanten van de westelijke brugpijlers. Op de maquette hiernaast is te zien dat het tracé van de Maasboulevard rakelings langs het laat-Romeinse castellum van Maastricht loopt. Bij hoog water liep dit gebied onder water en daardoor was het lange tijd ongeschikt voor bewoning.
De vicus Maastricht kwam in de Merovingische tijd als handelsstad tot bloei. Aangezien de Maas in deze tijd een belangrijke handelsroute was, zullen de handelsactiviteiten grotendeels langs de Maasoevers hebben plaatsgevonden. Door natuurlijke aanslibbing en menselijk ingrijpen schoof de westelijke rivieroever op naar het oosten en gaandeweg werd ter plekke van de Maasboulevard bewoning mogelijk. Eind dertiende eeuw kwam de nog bestaande Sint Servaasbrug tot stand. Door de vele restauraties zijn maar weinig onderdelen van deze brug origineel. In 1850 werd bij het graven van het Kanaal Luik-Maastricht de vrijwel ongeschonden 'tiende boog' van de brug teruggevonden. Bij de reconstructie van de Maasboulevard in 2006 bleken de stenen van deze boog dermate aangetast, dat herbouw met merendeels nieuwe materialen onvermijdelijk was. Onder de boog loopt sedertdien het Maasoeverpad, dat in verbinding staat met de Maaspromenade.
In een stadspanorama uit circa 1570 is te zien dat de Maasoever dicht bebouwd was. Waar tegenwoordig de Maaspromenade een buffer tussen de stad en de rivier vormt, reikte in deze periode de bebouwing tot aan de rivier. Vooral bij de brug puilden de huizen soms letterlijk over de kademuur heen. Van de middeleeuwse kademuur, die onderdeel was van de stadsmuur van Maastricht, is op de linkeroever niets bewaard gebleven. In deze muur bevonden zich diverse stadspoorten, waterpoorten en poternes, waarvan in sommige gevallen restanten bewaard bleven onder het asfalt van de Maasboulevard.
Aan de zuidzijde van de stad dijde de gordel van buitenwerken in de zeventiende en achttiende eeuw enorm uit. Waar nu de Maasboulevard loopt, lag het inundatiegebied De Kommen met onder andere de lunet Sint-Pieter, het bastion Nassau-Weilberg en het kroonwerk Hessen. Van eerstgenoemde lunet is ter hoogte van het Maaspaviljoen een deel van de linkerflank behouden. Het dorp Sint Pieter, dat een stuk noordelijker lag dan tegenwoordig, werd tijdens belegeringen meermaals verwoest. Voorafgaand aan de Slag bij Lafelt en het beleg door Maurits van Saksen werd de middeleeuwse dorpskerk (nabij de huidige Sint-Lambertuskapel) in 1747 uit voorzorg afgebroken omdat deze in het schootsveld lag.
In het noordelijk stadsdeel werd omstreeks 1705 tussen het Maasmoleneiland en de wal een grote watermolen gebouwd ter vervanging van de oude schipmolens ter plaatse. De Maasmolen werd in 1811 herbouwd en omstreeks 1895 gesloopt, tegelijk met het afgraven van het eiland. Ten zuiden van de Maasbrug lag een brede loskade tussen de stadsmuur en de rivieroever. Dit gedeelte wordt ook nu nog Het Bat genoemd, de Waalse benaming voor kade. Omstreeks 1640 werd de Vismarkt bij de brug uitgebreid ten koste van Het Bat. In 1706 werd op het zuidelijk deel van Het Bat een parkje aangelegd met rijen lindebomen, Onder de Boompjes genoemd. Tijdens de Blokkade van Maastricht (1830-1833) werden de bomen gerooid en werd hier een exercitieplaats ingericht. Na het opheffen van de blokkade werd het park heraangelegd in Engelse landschapsstijl met slingerende paden, een vijver en zeldzame bomen. Vanaf 1837 was de officiële aanduiding Stadswandelpark, maar in de volksmond werd het D'n Ingelsen Hoof genoemd. Door de bouw van de Kennedybrug en de aanleg van de Maasboulevard in de jaren 1960 resteert slechts een klein deel van dit park, maar de historische namen bleven behouden.

### 1850–1963: Kanaal Luik-Maastricht

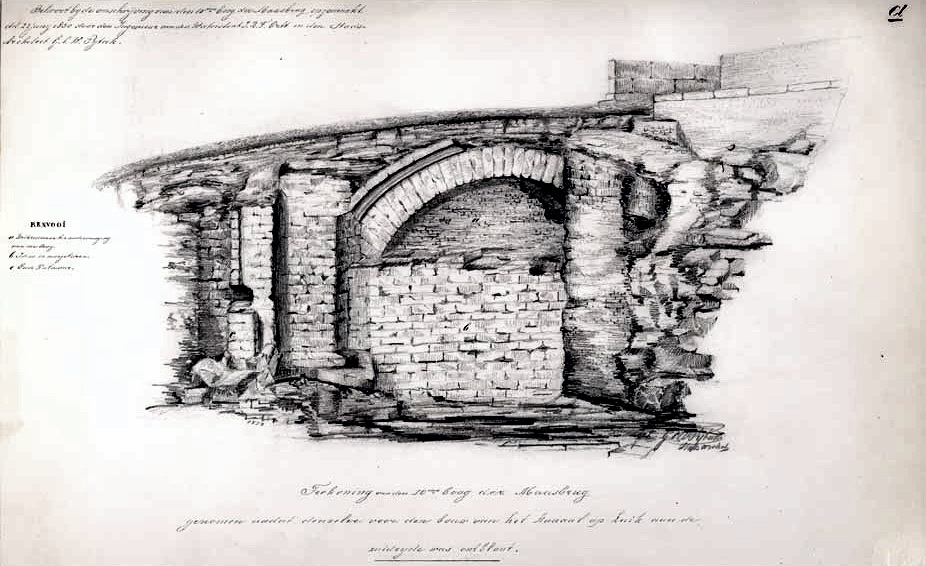
'Tiende boog' van de Maasbrug, in 1850 'ontdekt' bij de aanleg van het kanaal, in 2007 gereconstrueerd

Tussen 1847 en 1850 werd op de plek van de huidige Maasboulevard het Kanaal Luik-Maastricht gegraven. Het kanaal verbond de Maas in Luik met het Bassin in Maastricht, en via de Zuid-Willemsvaart en de Kempische kanalen met de haven van Antwerpen. In Maastricht wilde men het nieuwe kanaal koste wat kost laten aansluiten op de binnenhaven Bassin, omdat men bang was anders van alle scheepvaartverkeer uitgesloten te worden. Uiteindelijk werd gekozen voor een tracé parallel aan de Maas, waarvoor een deel van het historische rivierfront werd opgeofferd. Zo verdwenen zeker vijftig huizen aan de Bokstraat, werden grote delen van de stadsmuur langs de Maas gesloopt, en viel de Antonietenkerk – een van de grootste gotische kerken van de stad – ten prooi aan de slopershamer. Deze afbraakwoede is tot op de dag van vandaag zichtbaar in het stadsbeeld, ook buiten het centrum.
Na de opheffing van de vesting Maastricht in 1867 werden de stadsmuren en buitenwerken voor een groot deel geslecht. In 1894-1895 werd de walmuur langs de Maas tussen het Bassin en de Sint Servaasbrug afgebroken, waarbij onder andere het Jodenpoortje verdween. De Onze-Lieve-Vrouwepoort was al in 1868 gesloopt en een deel van de walmuur in deze omgeving verdween in fasen tussen 1895 en 1904. De sloop van de Onze-Lieve-Vrouwewal werd in 1895 op aandrang van het Rijk stopgezet. Ten zuiden van de stad werd de lunet Sint-Pieter mogelijk al in 1864 gesloopt, het kroonwerk Hessen in 1869 en het bastion Nassau-Weilberg in fasen tussen 1871 en 1886. Vanaf circa 1885 werd hier het Villapark aangelegd, ontworpen door de stadsarchitect W.J. Brender à Brandis.
In de jaren 1930-1934 kwam een nieuwe verkeersbrug, de Wilhelminabrug, tot stand, waarna de bestaande brug werd verbreed. Omdat het gemeentebestuur wenste dat de nieuwe brug op de Markt aanlandde, moesten opnieuw tientallen huizen tussen de Maas en de Markt worden afgebroken. Door de crisis en de oorlog bleef het terrein tussen de Gubbelstraat en de Hoenderstraat jarenlang braak liggen. Het werd in de volksmond "het gat in de Markt" genoemd. Het gat werd begin jaren 1960 gedicht door de bouw van grootschalige kantoren in functionalistische stijl. Later betreurde men zowel de gekozen locatie voor de brug – al het verkeer moest door de binnenstad – als de compromisloze schaal en bouwstijl van de gebouwen.

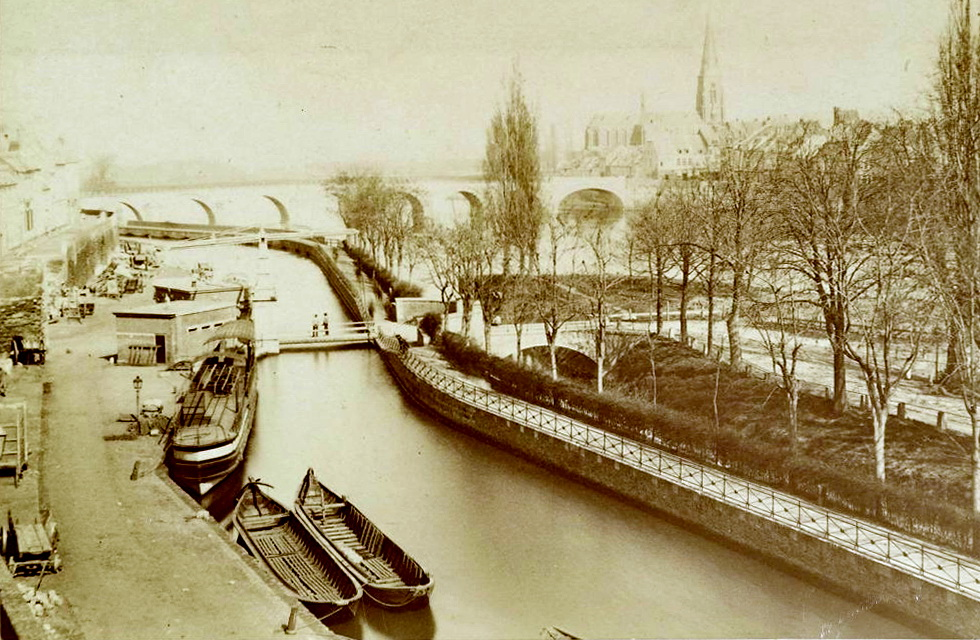
Kanaal Luik-Maastricht nabij Het Bat, 1883. Rechts 't Wèlke, de Jeker, het Stadspark en de Maas. Fotograaf: Héliodore Dandoy
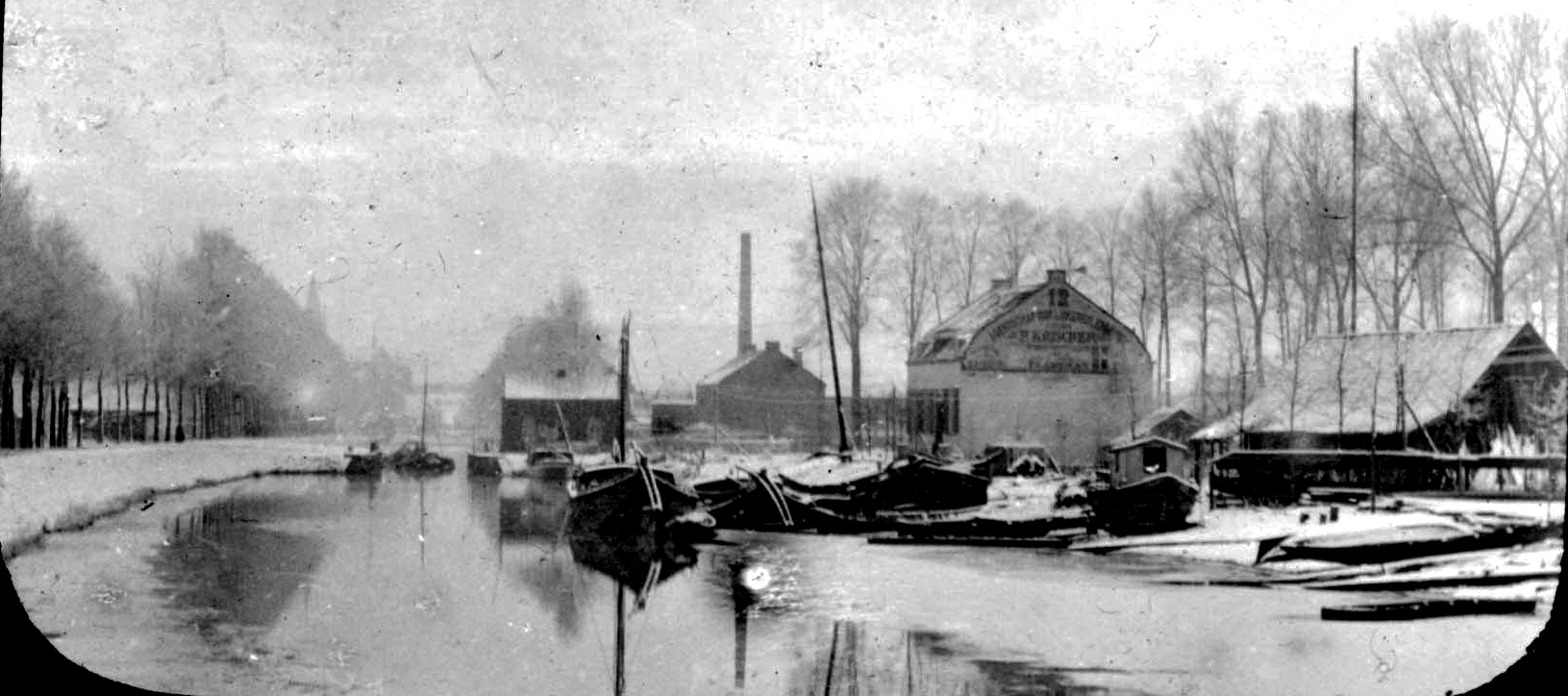
Kanaal Luik-Maastricht in Sint Pieter, ca. 1900. Fotograaf: Jos Routs
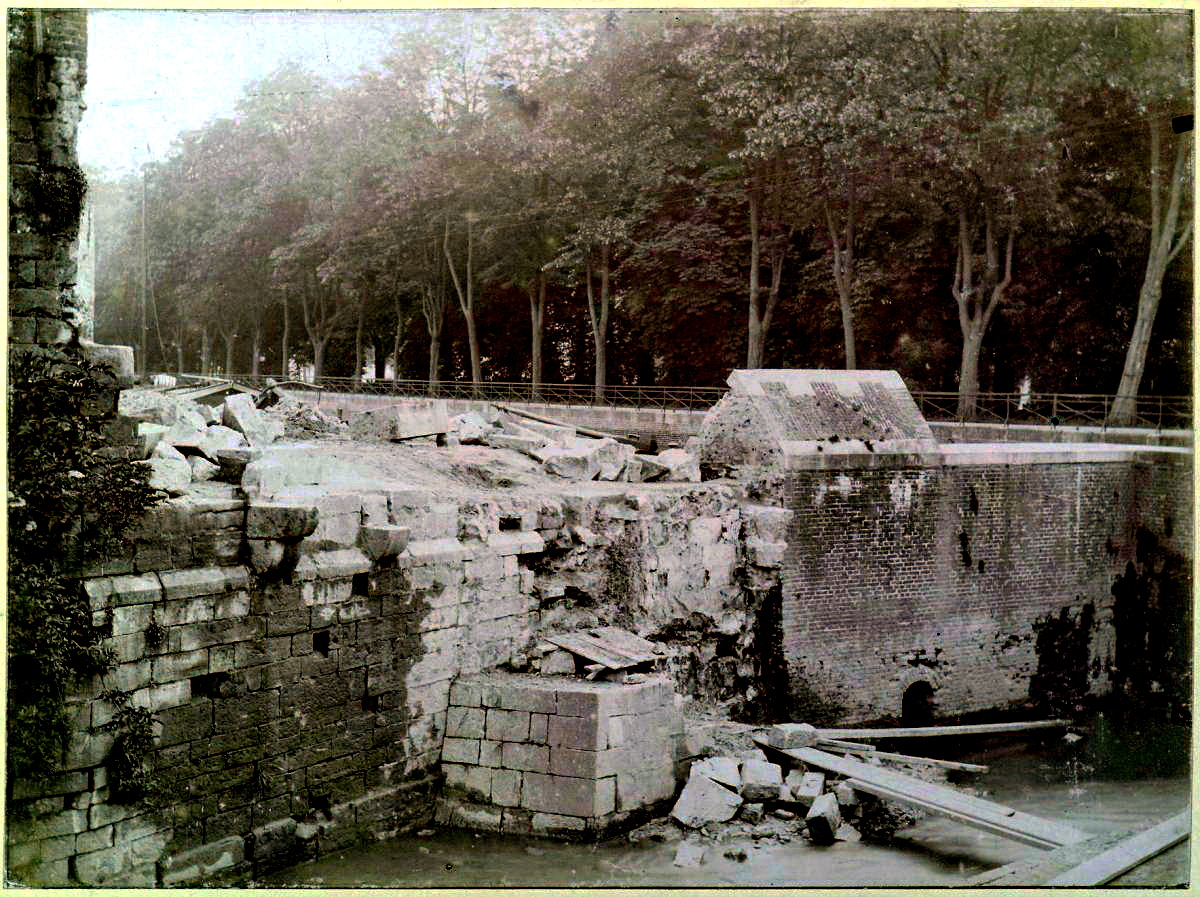
Afbraak van de 'bloodbak' (bloedbak), de duiker van de Jeker onder het Kanaal Luik-Maastricht, 1906
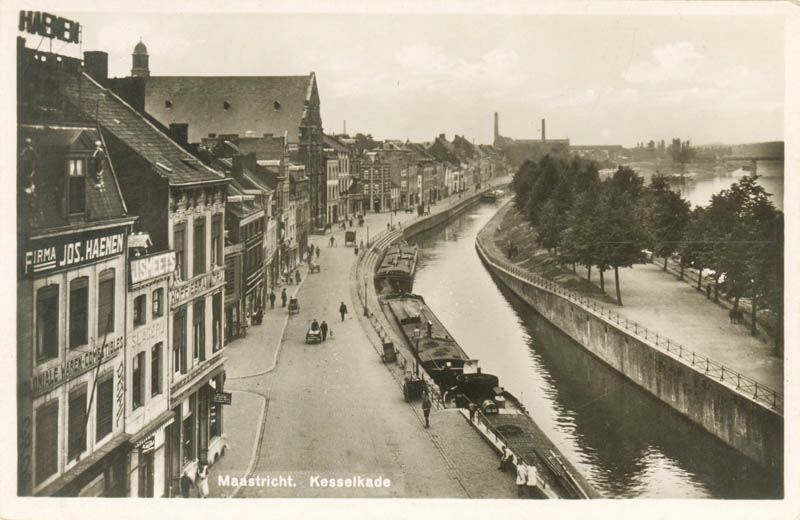
Kanaal Luik-Maastricht bij de Kesselskade, 1926-30

### 1965–1979: aanleg Maasboulevard
In 1939 werd het Albertkanaal opengesteld voor het scheepvaartverkeer (in 1946 officieel geopend), waardoor het Kanaal Luik-Maastricht buiten de hoofdvaarroute kwam te liggen. Omstreeks 1960 besloot de gemeente Maastricht het kanaal te dempen en de vrijgekomen ruimte te benutten voor de aanleg van een verkeersweg. Deze boulevard moest het sluitstuk worden van de halve ring van singels rondom de stadskern. In 1963 was de demping voltooid en werd het centrale deel in gebruik genomen als tijdelijk parkeerterrein.

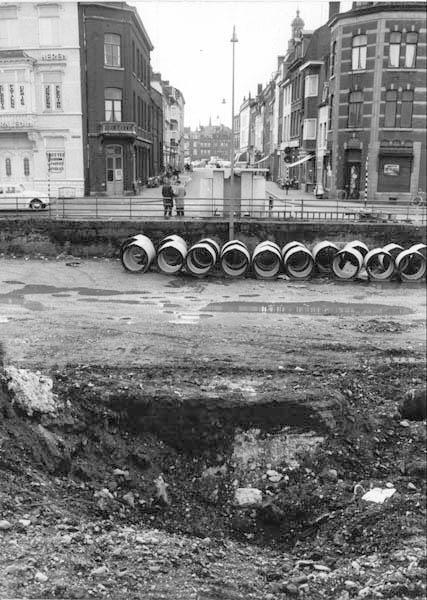
Demping van het kanaal bij de Hoenderstraat, 1962

De aanleg van de Maasboulevard vond tussen 1965 en 1979 in vijf fasen plaats, waarbij soms jarenlang niets gebeurde. Over de totale kosten zijn geen exacte cijfers bekend, maar ze overstegen in elk geval de 25 miljoen gulden. Ter vergelijking: de Kennedybrug, die van 1965 tot 1968 door Rijkswaterstaat werd gebouwd, kostte ongeveer 30 miljoen gulden. Gedurende de werkzaamheden vonden geen archeologische opgravingen plaats.
Op 8 juni 1965 werd het startschot gegeven voor de eerste fase van het project, het gedeelte tussen de Maastrichter Grachtstraat en de Hoenderstraat. Het werk werd uitgevoerd door de afdeling weg- en waterbouw van de gemeentelijke Dienst Openbare Werken in opdracht van de gemeente Maastricht. Fase 1 werd begin 1966 voltooid. Omdat het noordelijke deel van de boulevard nog vele jaren op zich zou laten wachten, werd het verkeer via de verbrede Maastrichter Grachtstraat naar de Boschstraat geleid. De rest van de 'boulevard' bleef nog jaren in gebruik als parkeerterrein.
De aanleg van de tweede fase tussen de Graanmarkt en de John F. Kennedybrug kon pas plaatsvinden na de voltooiing van de brug in 1968; de aanbesteding vond op 3 december van dat jaar plaats. Voor deze werkzaamheden – en voor de 'riviercorrectie' die tegelijkertijd werd uitgevoerd – moest circa 65% van de Ingelsen Hoof worden opgeofferd. Tevens werd de Jekermonding verlegd en verdween het bij wandelaars populaire Wèlke ("walletje") tussen de Maas en het voormalige kanaal. Eind 1969 kon het nieuwe weggedeelte worden opengesteld voor het verkeer.
In 1971 kreeg de boulevard zijn huidige naam. De derde fase, het gedeelte van de weg buiten het stadscentrum vanaf de Kennedybrug tot de Nederlands-Belgische grens, werd in 1973 in gebruik genomen. In 1974 werd het ontbrekende middendeel van de boulevard tussen de Hoenderstraat en de Graanmarkt aangelegd, nadat het Rijk een bijdrage van bijna vier miljoen gulden had toegezegd in de totale kosten van dit deel van circa negen miljoen. Deze vierde fase was gecompliceerd omdat hierbij de bouw van een viaduct bij de Sint Servaasbrug (deels al aanwezig) en de aanleg van een wandelpromenade inbegrepen waren. Het werk werd – anders dan de voorgaande fasen – door de gemeente uitbesteed, in dit geval aan de firma's Laeven en KVS. Op 4 juli 1975 onthulde burgemeester Baeten een gedenksteen op de Maaspromenade, waarmee deze fase officieel werd afgerond.
In 1977 kwam de Maasparking gereed tussen de Maasboulevard en de Onze-Lieve-Vrouwewal, waarna het deel van het Stadspark boven de parkeergarage hersteld kon worden. Tot 1977 bleef het onduidelijk of het verkeer op de Maasboulevard in noordelijke richting via het te dempen Bassin of via de Maastrichter Grachtstraat geleid zou worden. Uiteindelijk bleek de weerstand bij de Maastrichtse bevolking tegen het dempen van het Bassin te groot. Besloten werd om de Maasboulevard via een brug over het Bassin te leiden. De kosten van deze laatste fase bedroegen ruim tien miljoen gulden. Na het gereedkomen van de Bassinbrug in 1979 was de boulevard voltooid en kon de weg zijn verkeersfunctie ten volle vervullen.

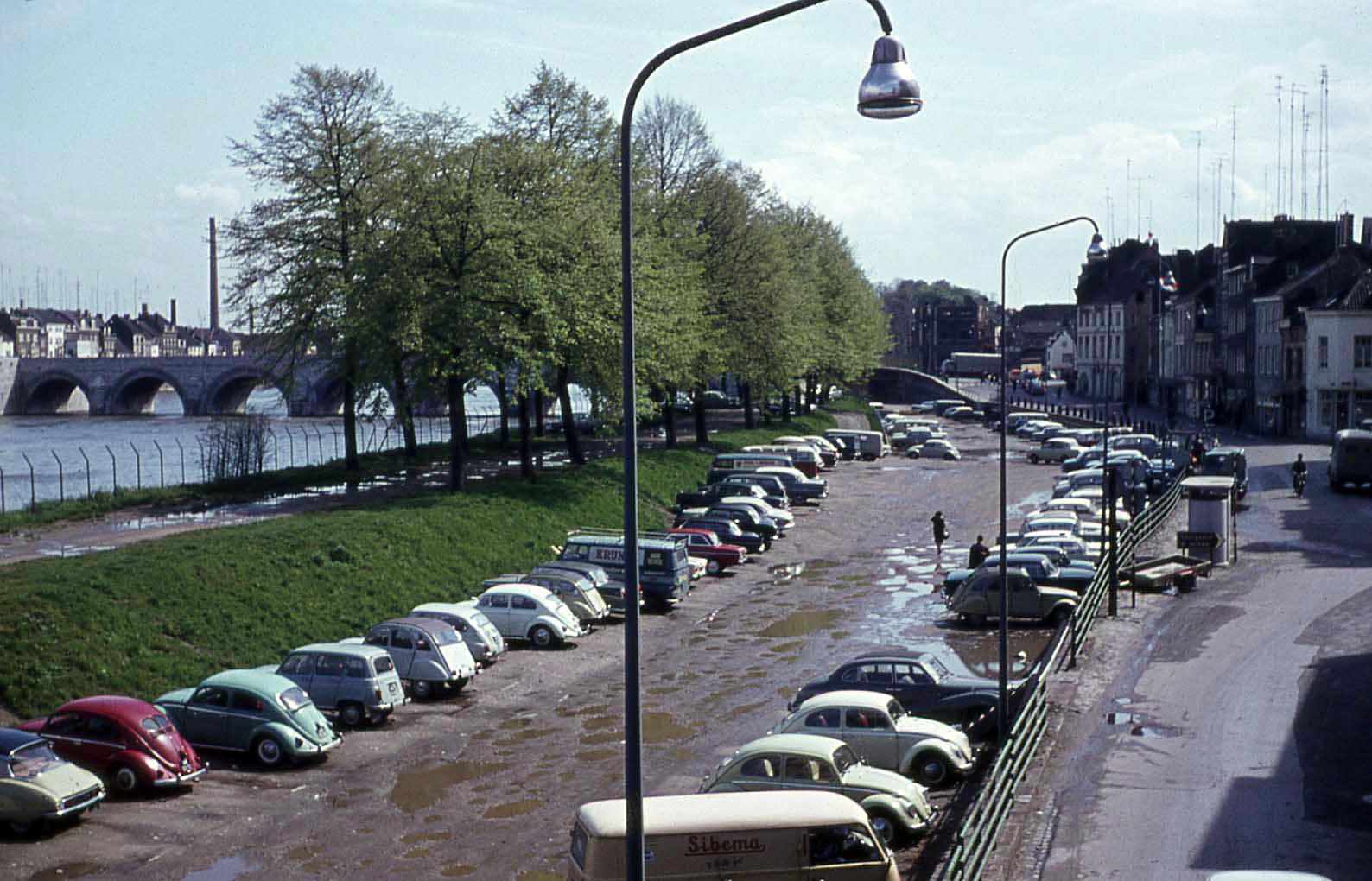
Maasboulevard als parkeerterrein, ca. 1965-1970
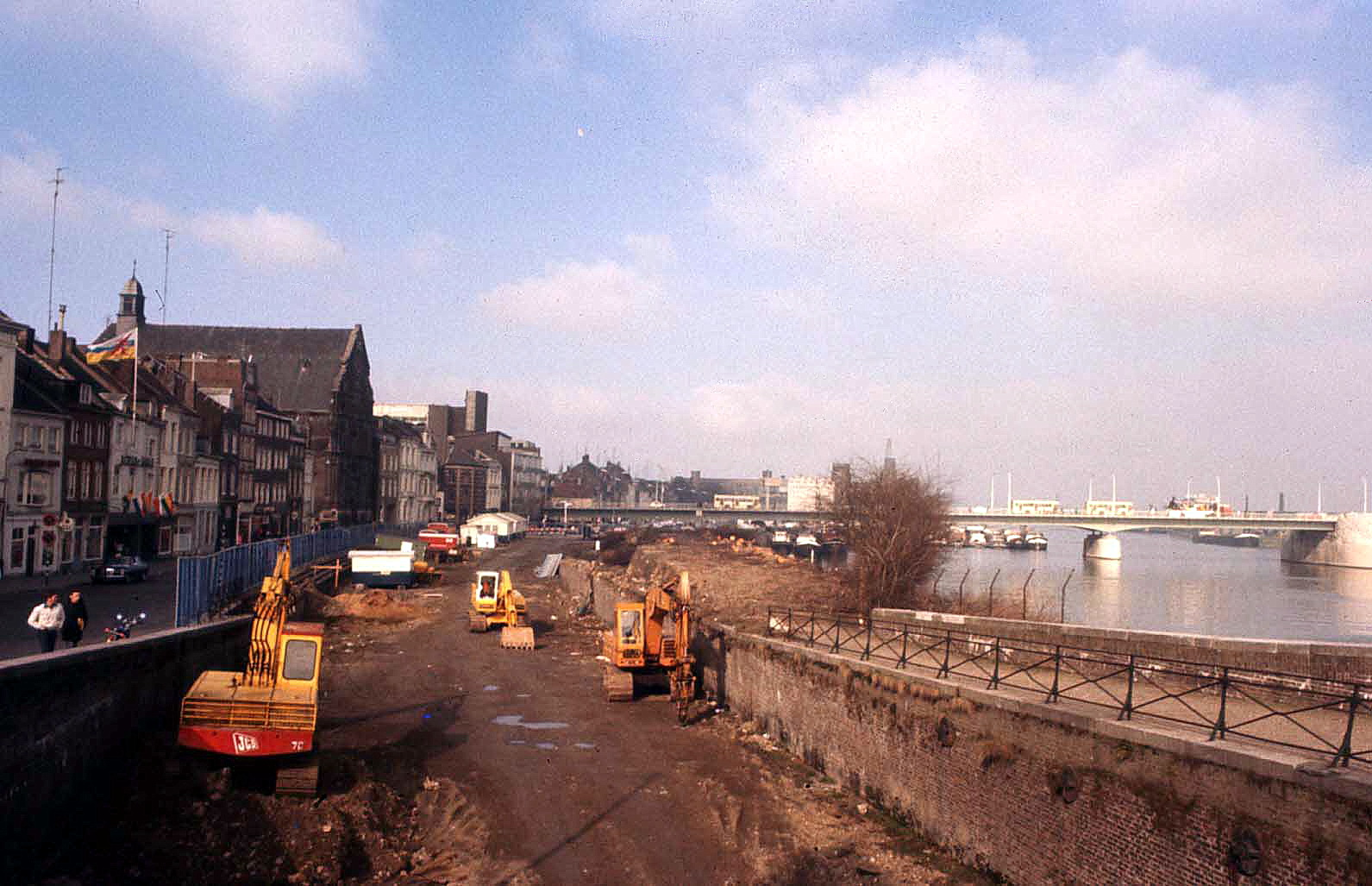
Aanleg middendeel vanaf de Sint-Servaasbrug, 1974
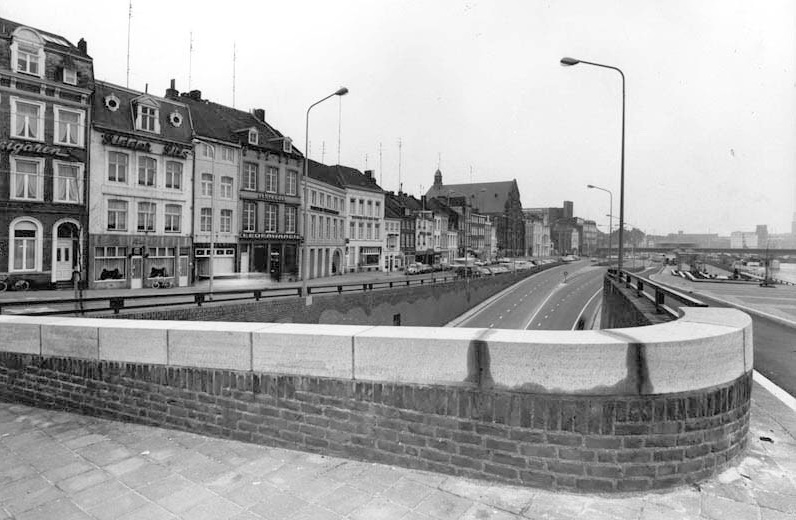
Idem, na voltooiing, 1976
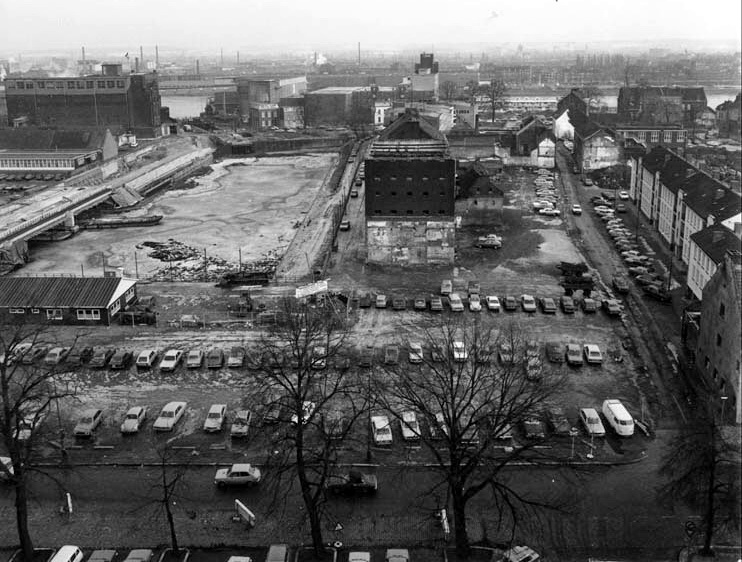
Bouw Bassinbrug (linksboven), 1979

### Vanaf 1980: verkeersweg annex verblijfsruimte
In de jaren 80 en 90 veranderde er weinig aan de structuur van de boulevard. Wel groeide de wens om de barrièrewerking van de weg in de binnenstad te verkleinen en om de omgeving van de Wilhelminabrugaanlanding te verbeteren. In 1992 werd hierover al gedebatteerd. Vijf jaar later presenteerde architect Jo Coenen een uitgewerkt plan voor het gebied tussen de Markt en de Maas. Het Markt-Maasproject werd een van de grootste ingrepen in het centrum van Maastricht. Een groot deel van de Maasboulevard ging eind 2000 op de schop voor de bouw van de tunnel en de aanleg van de Maaspromenade. De eerste werd in 2003 geopend; de tweede volgde enkele jaren later. Het plan voorzag tevens in het vervangen van de aanlanding van de Wilhelminabrug door de huidige gevorkte constructie. Verder verdween de Stadhuisstraat, werd de Gubbelstraat verbreed en werd de Markt autovrij. De gehate kantoren aan de Stadhuisstraat werden vervangen door het 112 miljoen euro kostende complex Mosae Forum, met winkelcentrum, stadskantoren en ondergrondse parkeergarage. De totale kosten van het Markt-Maasproject (2000-2007) bedroegen ruim 162 miljoen euro. Bij de bouw van de tunnel vond nauwelijks archeologisch onderzoek plaats. In de enorme bouwput van Mosae Forum gebeurde dat in 2003 wel, maar de resultaten daarvan zijn (nog) niet gepubliceerd.
Omstreeks dezelfde periode maakte ook het noordelijk deel van de Maasboulevard een transformatie door. De oude binnenhaven Bassin werd al in de jaren 90 ingericht als jachthaven. In de gerestaureerde werfkelders vestigden zich restaurants. Van 2002 tot 2010 zette burgemeester Gerd Leers zich hartstochtelijk in voor de realisatie van enkele projecten in het gebied, die achteraf als megalomaan gekarakteriseerd kunnen worden. De plannen liepen op niets uit; de Timmerfabriek bleef als onderdeel van het culturele Sphinxkwartier behouden en het sinds 2002 gekraakte Landbouwbelang functioneert anno 2022 nog steeds – hoewel bedreigd door nieuwe plannen – als culturele broedplaats. Aan de zuidkant van de Maasboulevard doet zich een soortgelijke ontwikkeling voor op het terrein van de in 2020 gesloten cementfabriek ENCI, waar de ENCI-groeve een recreatieve functie heeft gekregen en waarbinnen het cultuurcentrum AINSI een eigen plek inneemt.
In 2021 presenteerde de Gemeente Maastricht plannen om de Maasboulevard alsnog in noordelijke richting door te trekken en deze, via het westelijk deel van de Fransensingel, aan te sluiten op de Bosscherweg en de Noorderbrug. Dit werd mogelijk door de aankoop van een deel van het fabrieksterrein van Sappi.

## Beschrijving per deelgebied

### Noordelijk deel (Boschstraatkwartier)
Het noordelijk deel van de Maasboulevard ligt in het Boschstraatkwartier tussen de Boschstraat en de noordelijke tunnelmond van de Maasboulevardtunnel. Een gedeelte bestaat uit de brug over het Bassin, die gevormd wordt door twee 25 meter lange betonnen balken, waarop het wegdek van de boulevard rust. Dit is het enige deel van de Maasboulevard dat niet parallel aan de Maas loopt. Na de bocht loopt de weg in een min of meer rechte lijn van noord naar zuid. Hoewel de weg zelf hier de naam Maasboulevard draagt, hebben de meeste gebouwen hun adres uit de tijd van vóór de aanleg van de boulevard behouden. Aan de westzijde is dat Van Hasseltkade; aan de oostzijde Maasmolendijk en, tot 2013, Wilhelminakade.
Ondanks de hierboven aangestipte veranderingen heeft het Bassin nog altijd een overwegend industrieel aanzien. Noemenswaardig zijn de werfkelders aan de zuidelijke en oostelijke kade, het neoromaanse pakhuis "Maastrichtsch Veem" uit 1860, het negentiende-eeuwse havenmeestershuisje, de historische sluis 20 uit 1826 met de in 1931 vernieuwde ophaalbrug en een sluiswachtershuisje, de door De Sphinx tussen 1905 en 1910 gebouwde Timmerfabriek (tegenwoordig architectuurcentrum Bureau Europa en filmhuis Lumière), de affuitenloods uit circa 1825 en het Blekerijgebouw uit 1859-1861 van KNP/Sappi, en het in slechte staat van onderhoud verkerende en met graffiti overdekte Landbouwbelang uit 1939 (kraakpand, weggeefwinkel en culturele vrijplaats). Ten zuiden van het Landbouwbelang liggen twee kantoorgebouwen, waarvan het witgepleisterde gebouw van de voormalige Kamer van Koophandel van Jo Coenen uit 1991 het meest in het zicht ligt. Het gebouw staat op ranke poten en heeft een verhoogd aangelegde trap aan de Maaszijde. De Wilhelminakade is een wat afgelegen deel van de Maaspromenade. Hier liggen enkele coffeeshopboten. Aan de tegenoverliggende Van Hasseltkade liggen diverse zeventiende-, achttiende- en negentiende-eeuwse woonhuizen, waaronder een twintigtal rijksmonumenten en een gemeentelijk monument.

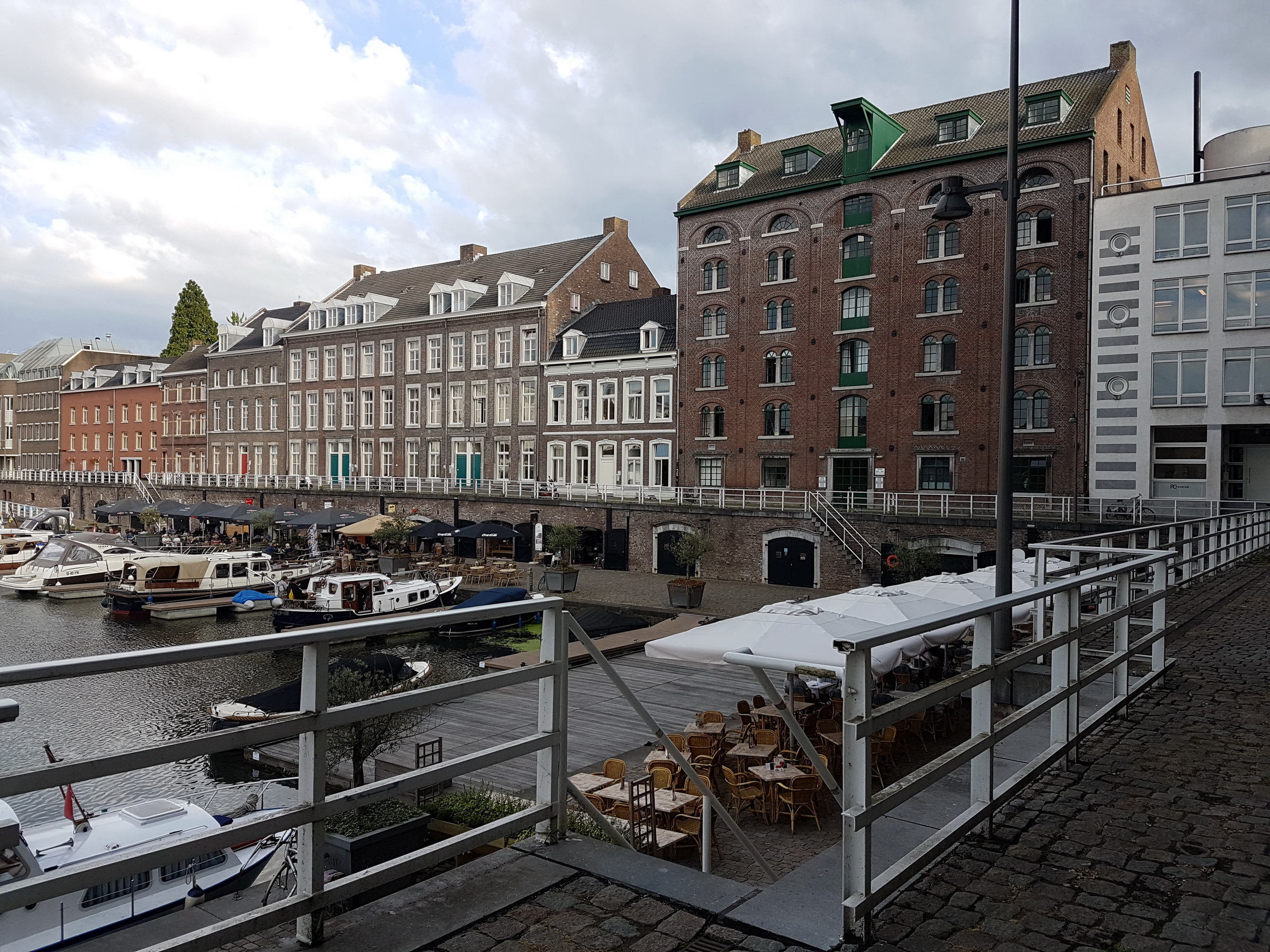
Bassin met pakhuizen en werfkelders
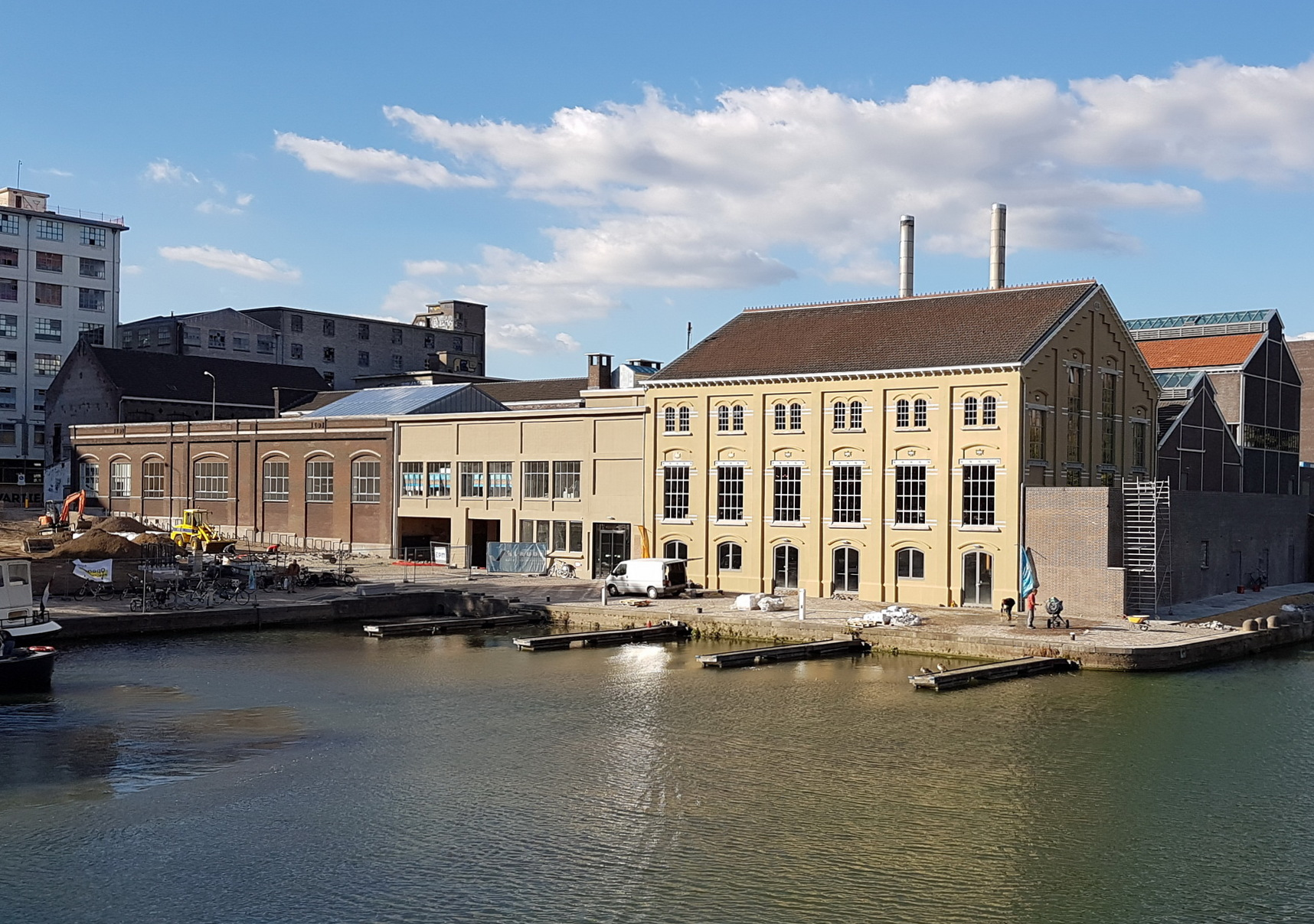
Timmerfabriek (Lumière), gezien vanaf de Bassinbrug
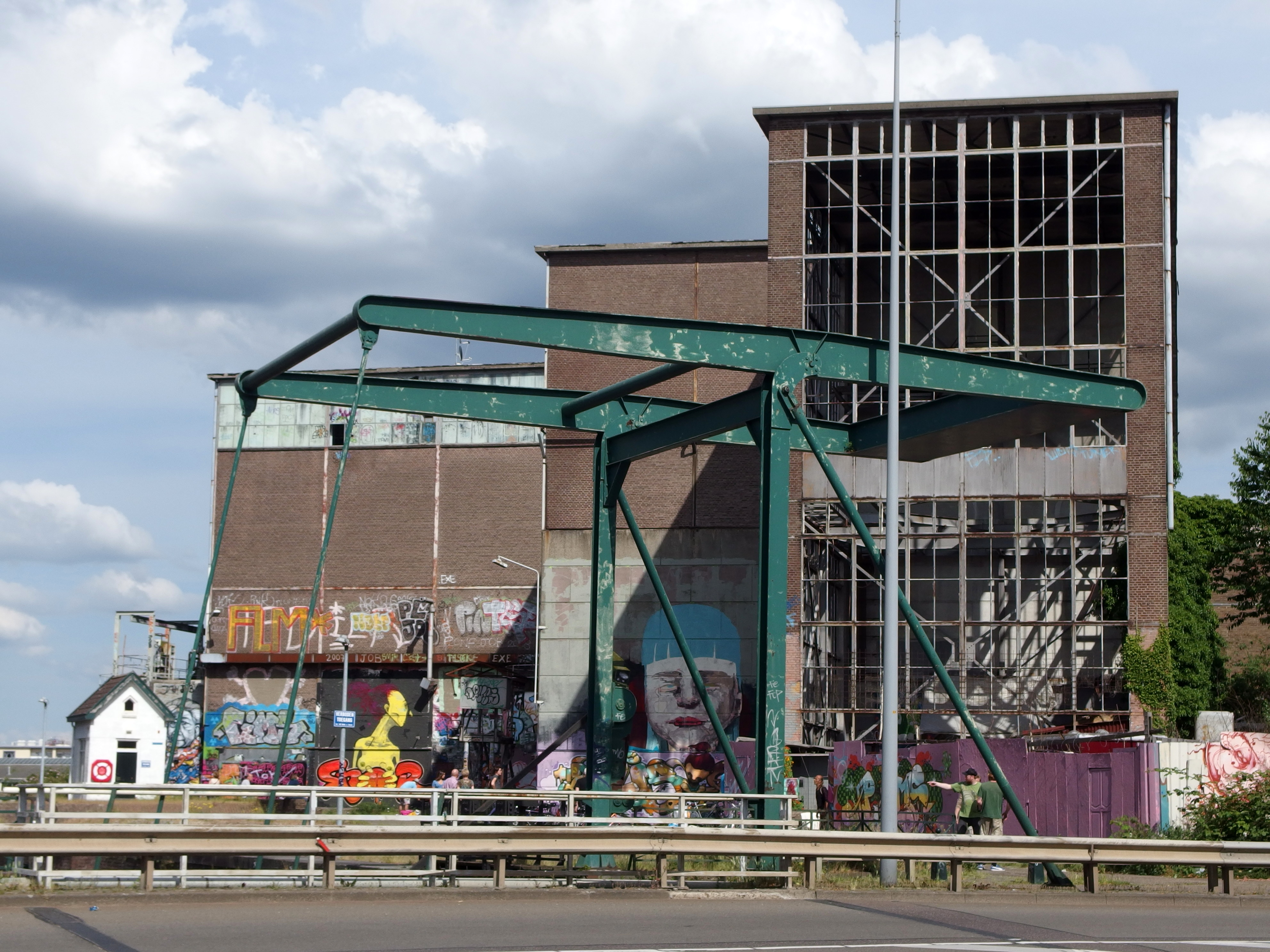
Ophaalbrug, Landbouwbelang en sluiswachtershuisje
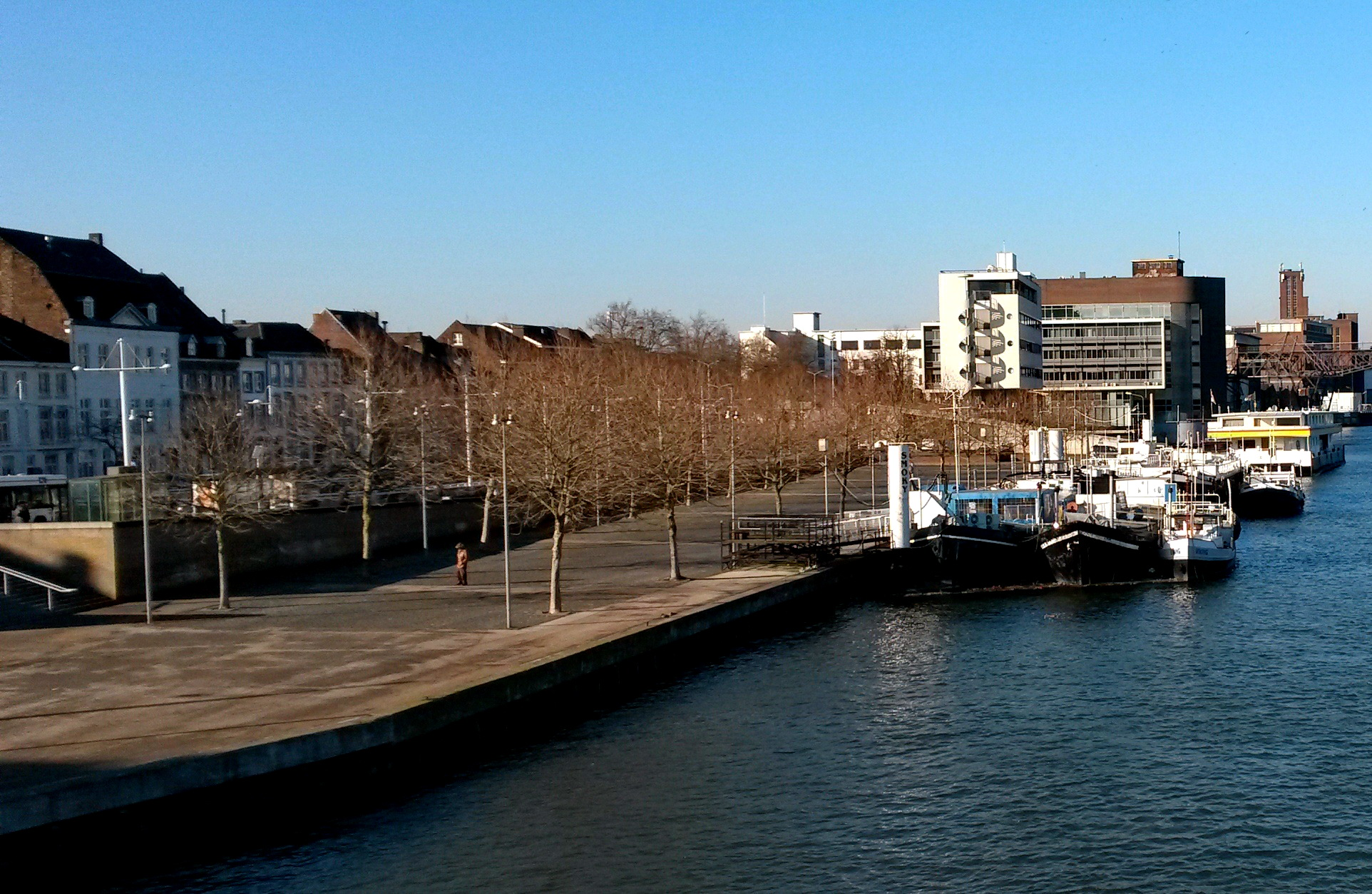
Wilhelminakade met kantoren en coffeeshopboten

### Centraal deel (Binnenstad)
Het ondergrondse deel van de Maasboulevard ligt tussen de Kleine Gracht en de Maastrichter Brugstraat. De tunnel is ruim 400 meter lang; indien de verdiepte tunnelmonden worden meegerekend circa 700 meter. Boven op het tunneldak is een uitbreiding van de Maaspromenade gerealiseerd, met uitzondering van het deel tussen de Kleine Gracht en de Gubbelstraat, dat voornamelijk een functie voor het busverkeer heeft. De Wilhelminabrug kreeg in 2002 een nieuwe, gevorkte aanlanding op de westelijke Maasoever. De noordelijke 'tand' van de vork geeft aansluiting op de Gubbelstraat en de Maasboulevard; de zuidelijke op de Hoenderstraat en de Kesselskade.
Tussen de tanden van de vork bevindt zich een monumentale trappartij die vanaf het winkelcentrum annex stadskantoor Mosae Forum afdaalt naar de Maaskade. In deze omgeving bevinden zich enkele kunstwerken. De vijf reliëfs De kweerte vaan de ambtenere van Piet Killaars uit 1962, afkomstig van de afgebroken stadskantoren, werden na de herinrichting van de promenade tegen een muur tussen de hoge en lage kade herplaatst. Het kunstwerk Maas in beeld, bestaande uit vier hardstenen poorten van Christian Megert uit 1986, werd tijdens de herinrichting verwijderd, maar keerde in 2007 min of meer op dezelfde plaats terug. Het marmeren beeld De vrijwilliger van Thom Puckey uit 2007 werd na herhaald vandalisme verwijderd van zijn locatie bij Mosae Forum.
De smalle, laag gelegen kade aan de Maas is onderdeel van de Maaspromenade. Vanaf de Wilhelminakade in het noorden kan men zonder hindernissen onder de aanlanding van de Wilhelminabrug en de 'tiende boog' van de Sint Servaasbrug doorlopen richting Sint Pieter. Aan de lage kade bevinden zich aanlegsteigers van rondvaartboten. Ernaast ligt op het tunneldak een hoger gedeelte, waar onder andere een ticketbureau voor de rondvaartboten, een café-restaurant en terrassen zijn gelegen. Hier vinden incidenteel evenementen plaats, bijvoorbeeld tijdens het Maastrichtse carnaval (februari/maart), de Kadefeesten (juli) of Magisch Maastricht (december).
Aan de Kesselskade liggen zeventien rijksmonumenten en zes gemeentelijke monumenten, meest zeventiende-, achttiende- en negentiende-eeuwse woonhuizen. De barokke Augustijnenkerk met haar rijk geornamenteerd gevel is het meest in het oog springende monument.

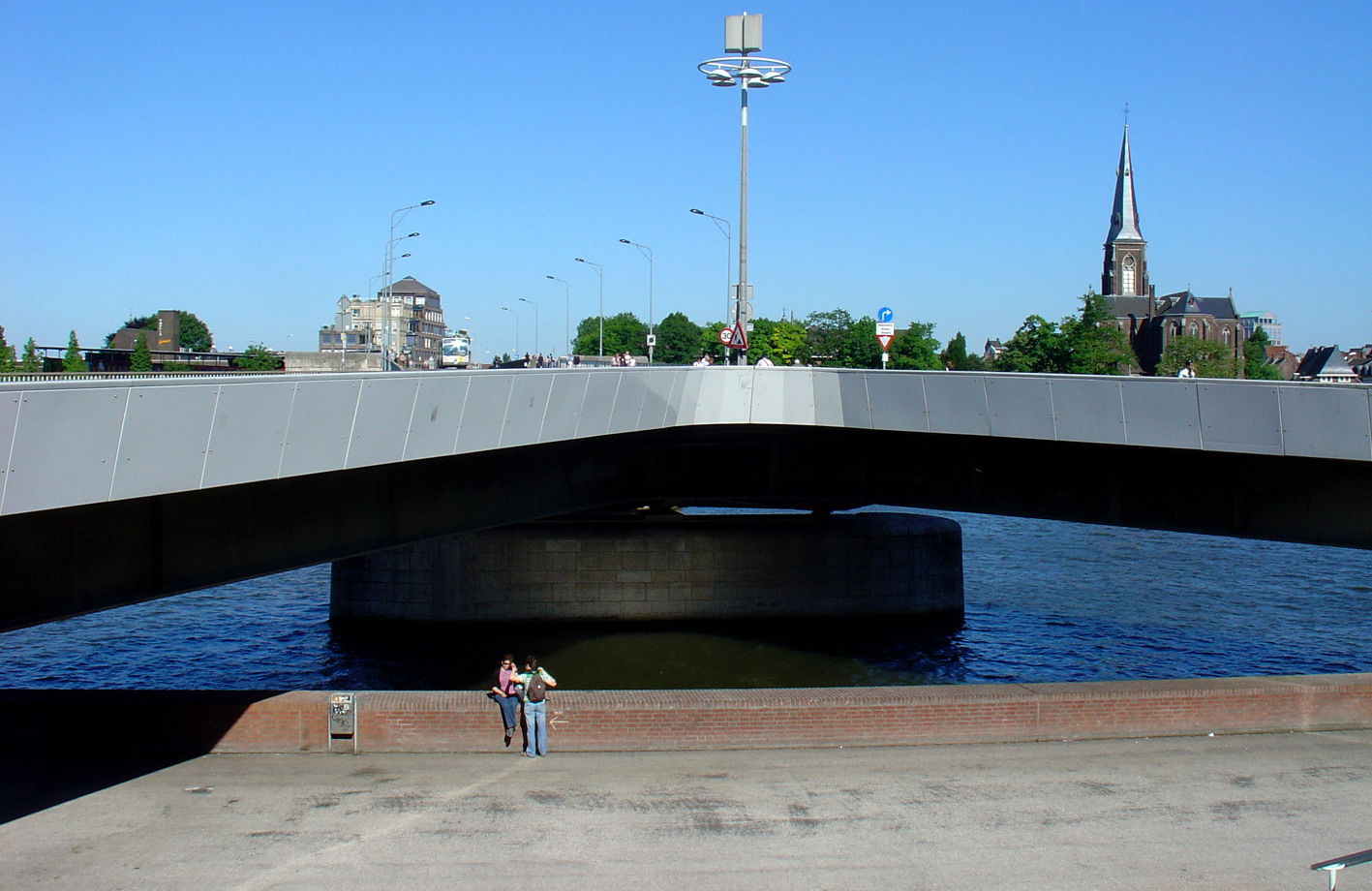
Gevorkte aanlanding Wilhelminabrug
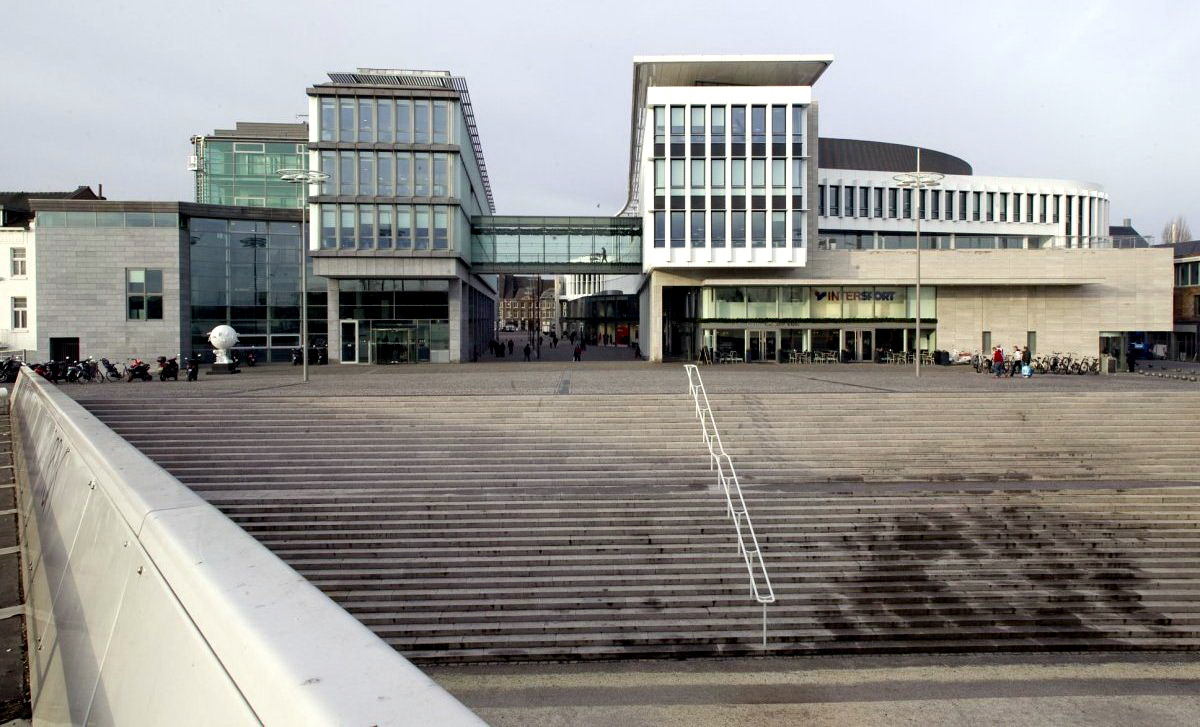
Trappartij bij Mosae Forum
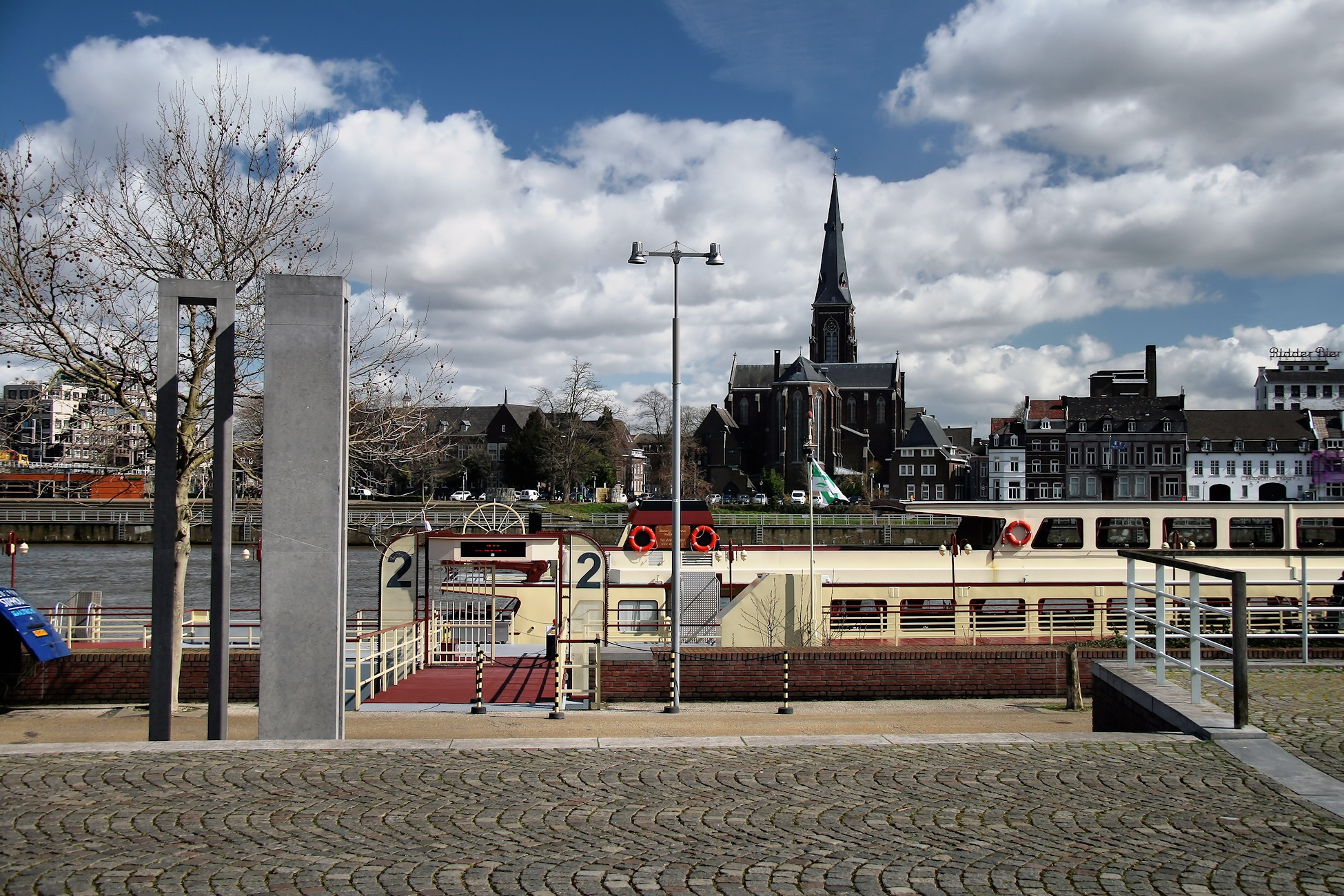
Hoge en lage Maaskade met kunstwerk en rondvaartboten
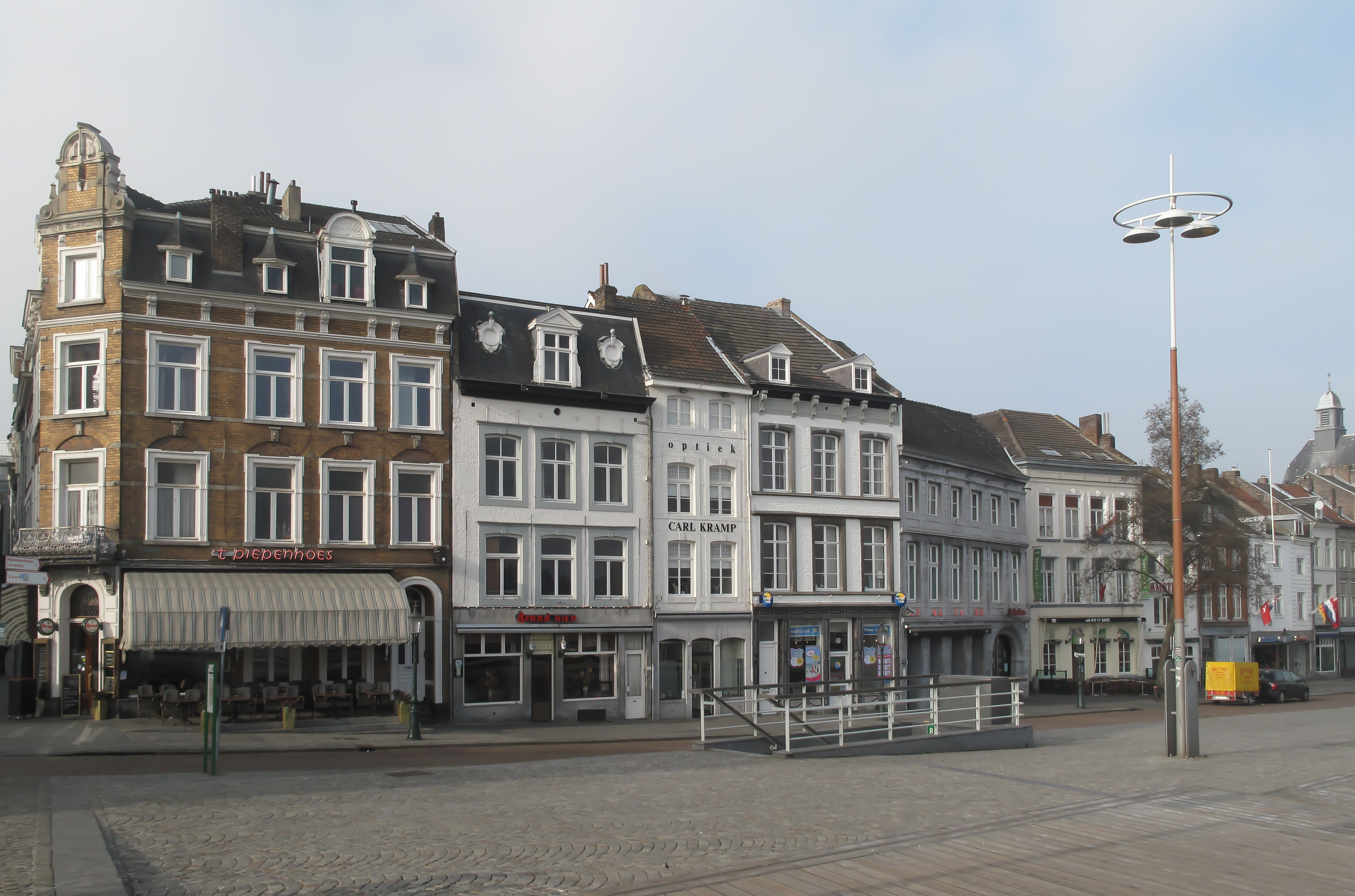
Historische panden aan de Kesselskade

### Centraal deel (Jekerkwartier)
Even ten zuiden van de Sint Servaasbrug komt de Maasboulevard weer bovengronds. Doordat de bebouwing geleidelijk terugwijkt en door de aanwezigheid van bomen, struiken en grasstroken krijgt de weg in zuidelijke richting een ruimer en groener karakter.

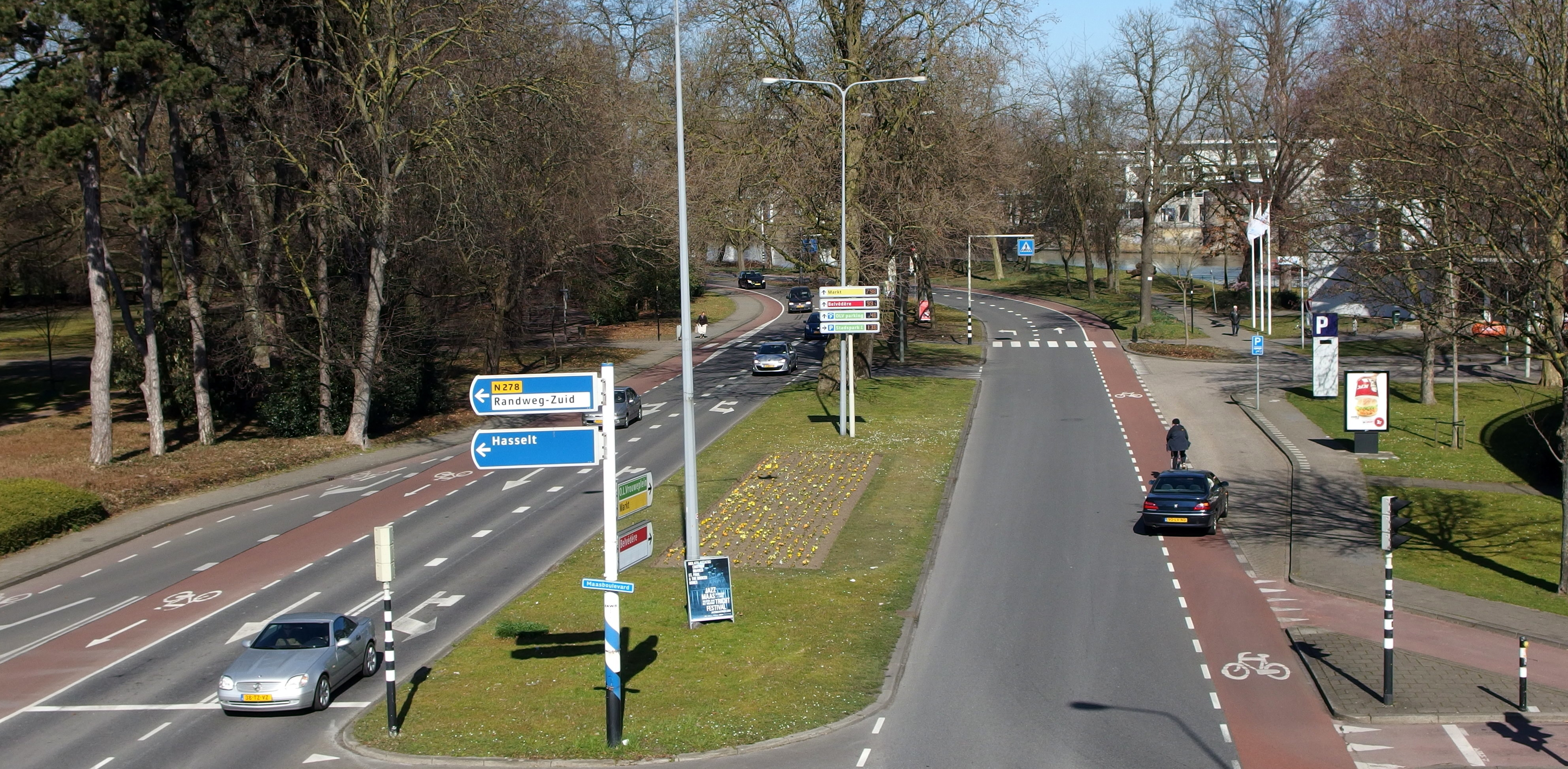
De Maasboulevard ter hoogte van het Stadspark, gezien vanaf de Kennedybrug

Aan de Maaszijde van de boulevard ligt een wandelpad, dat een voortzetting is van de eerder genoemde lage Maaskade. Op een uitzichtplatform aan de rivieroever is in 2005 het beeld Pons Mosae geplaatst op de plek van de Romeinse brug, ongeveer tegenover de Eksterstraat. Het monument is een kopie van een Romeins sculptuur van een leeuw die een paardenkop als prooi vasthoudt, dat als spolium voor een brugpijler was gebruikt en in 1963 uit de Maas werd opgedregd. Verder naar het zuiden gaat de Maasboulevard onder de Hoge Brug door. De voetgangersbrug uit 2003 heeft op deze oever een tweeledige aanlanding, waarvan er een met een krul direct aan de westzijde van de Maasboulevard uitkomt. Aan de oostkant bevindt zich een lift voor voetgangers en fietsers. Iets ten zuiden van de Hoge Brug mondt de Jeker, die via een duiker onder de Maasboulevard door gaat, uit in de Maas. Nog zuidelijker, bij de krulvormige afrit van de John F. Kennedybrug, ligt het Maaspaviljoen uit 1971, in 2007 verbouwd tot Stayokay hostel. Het ligt in het restant van het oude stadspark dat voor de aanleg van de Maasboulevard en de Kennedybrug werd opgeofferd en dat nog steeds wordt aangeduid als "D'n Ingelsen Hoof".
Aan de stadszijde van de boulevard liggen diverse monumentale panden aan Het Bat, de Graanmarkt en de Onze Lieve Vrouwewal. De wal met de Jekertoren is het omvangrijkste overblijfsel van de middeleeuwse stadsmuur aan de Maaszijde. Het park vóór de wal is aangelegd boven de Onze-Lieve-Vrouweparking, een ondergrondse parkeergarage uit 1976. Hier zijn in 1979 vijf antieke kanonnen geplaatst. Bij de ingang van de parkeergarage staat het restant van een tamboer uit 1849. Iets verderop staat een sculptuur van Arthur Sproncken uit 1981, Faunus genaamd. Het bronzen beeld van de Romeinse god Faunus staat op een achtkantig zuiltje dat rust op een groot blok basaltlava. Het park ten westen van de Maasboulevard is onderdeel van het Stadspark Maastricht. Sinds 2017 wordt dit gedeelte officieel Pierre Kemppark genoemd, naar de dichter Pierre Kemp.

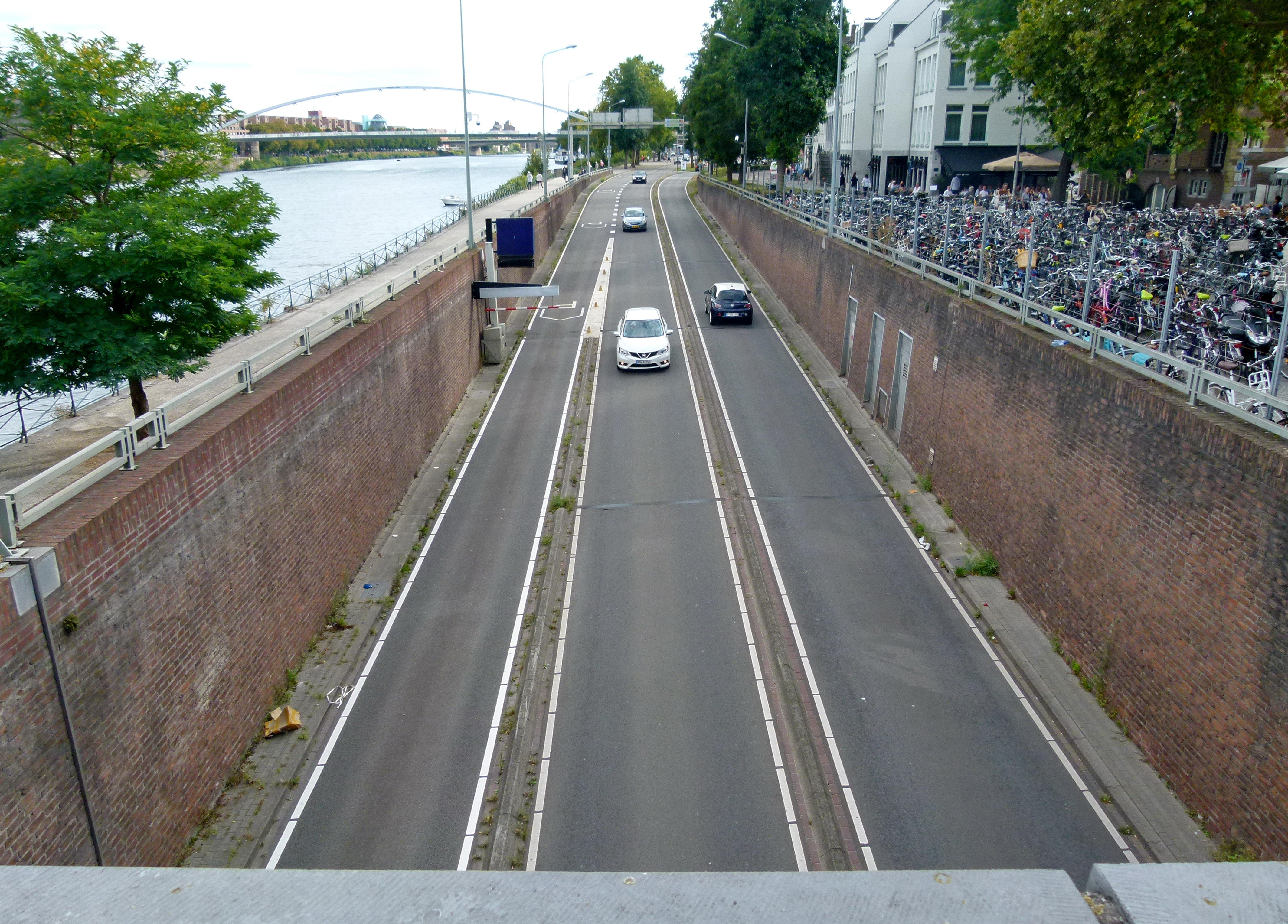
Zuidelijke tunnelmond
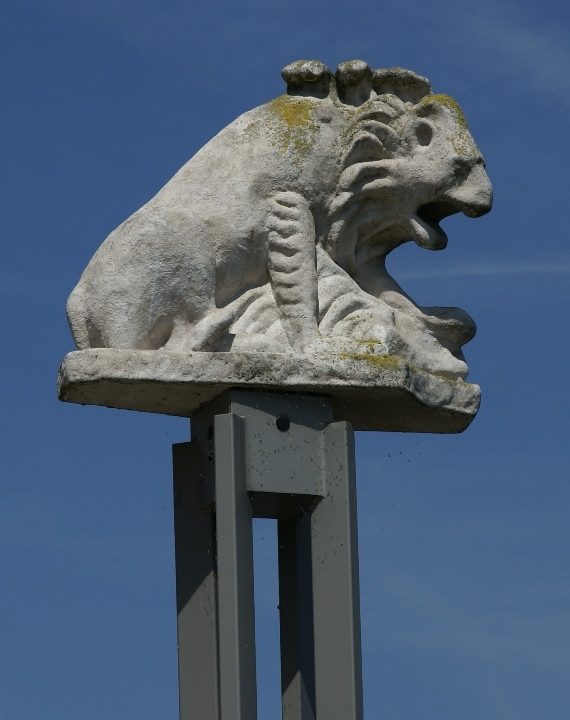
Sculptuur Pons Mosae
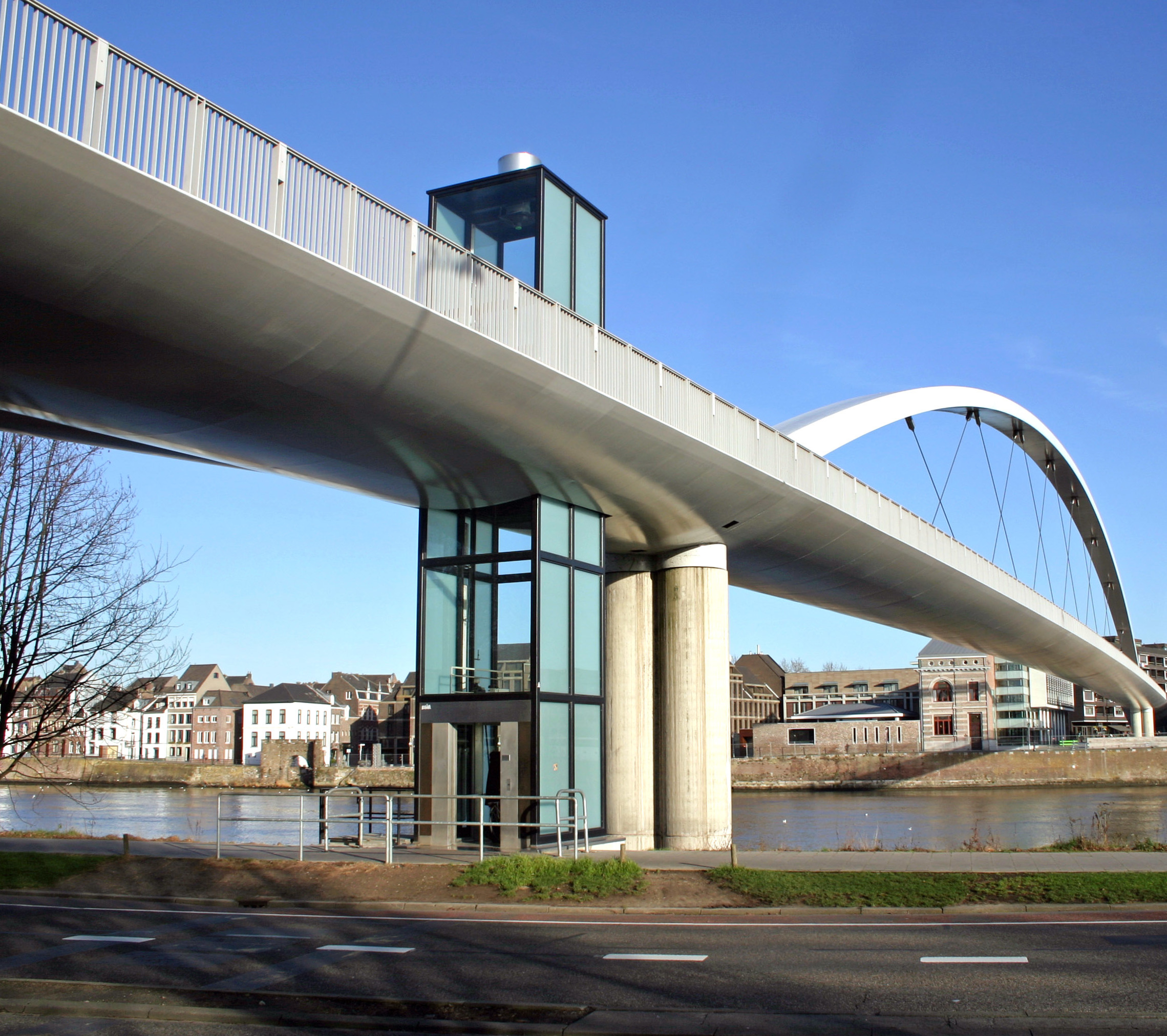
Lift Hoge Brug
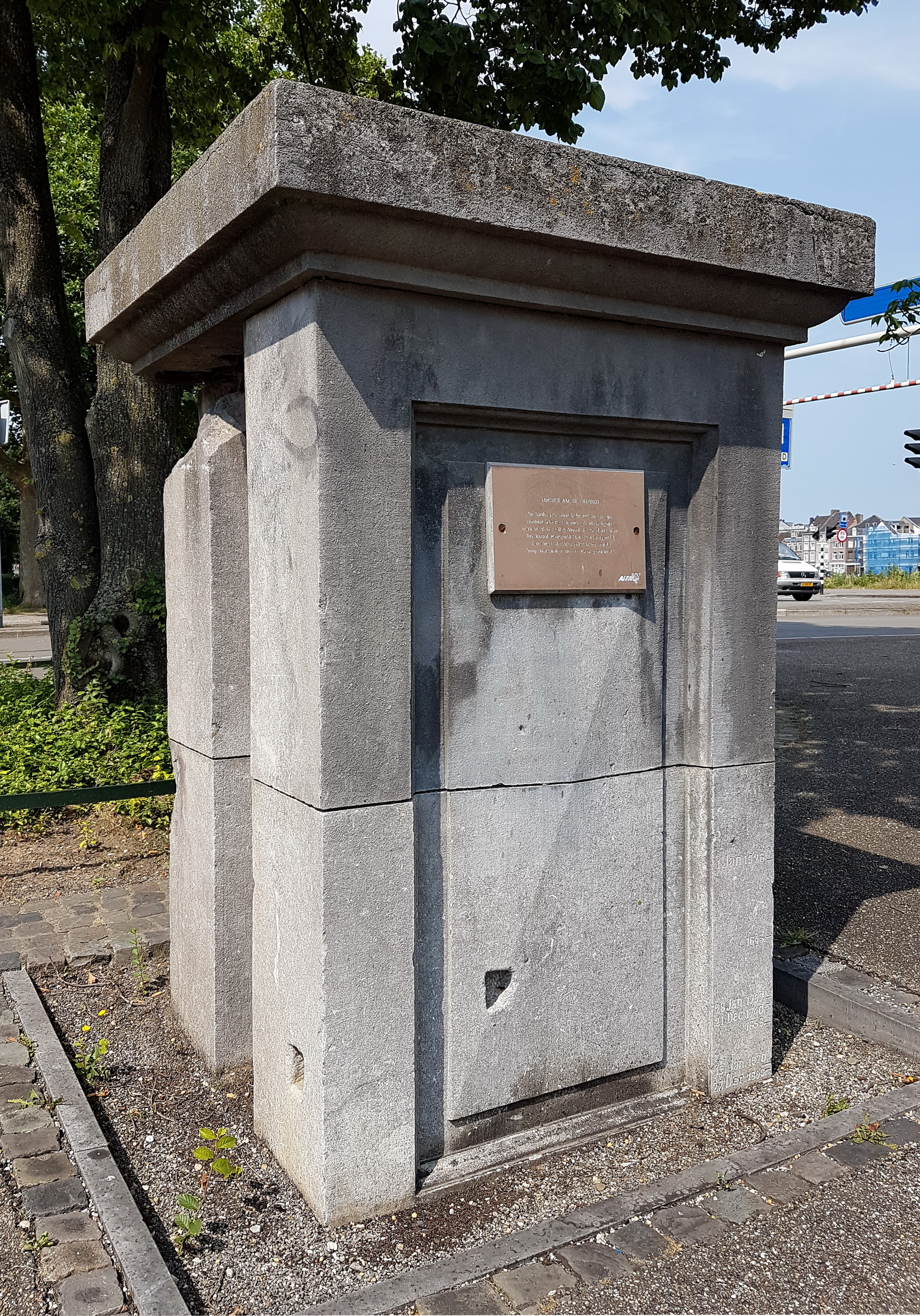
Tamboer uit 1849

### Zuidelijk deel (Villapark)

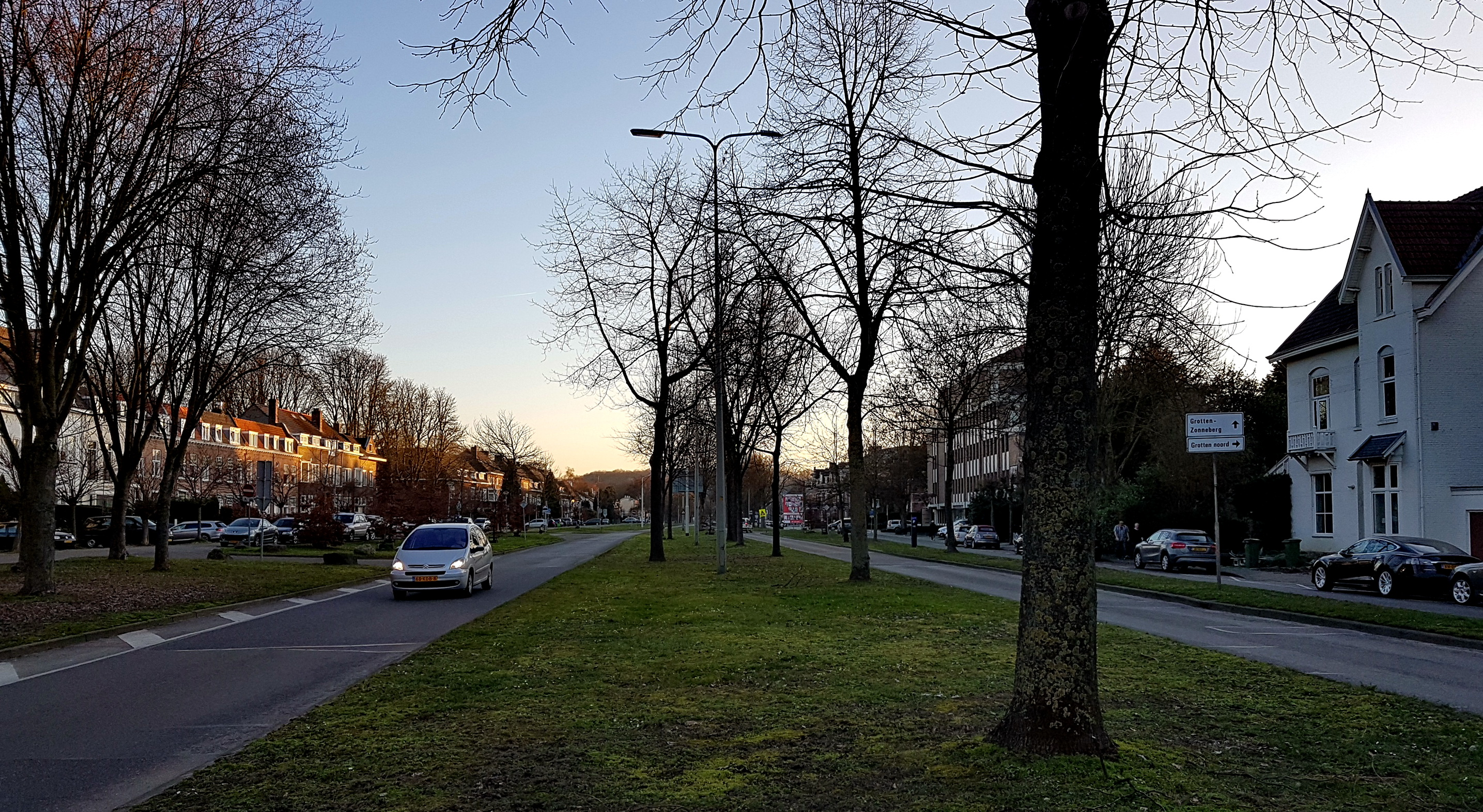
De Maasboulevard ten zuiden van de Kennedybrug. In de verte de Sint-Pietersberg

Ten zuiden van de Kennedybrug neemt de verkeersintensiteit sterk af. In het noordelijk deel van de buurt Villapark behoudt de boulevard zijn brede profiel. De bebouwing langs de ventwegen bestaat uit een afwisseling van vrijstaande en geschakelde woonhuizen, met enkele kleinschalige kantoor- en appartementengebouwen. De Parkresidentie is een groot appartementengebouw dat in 1979 naar ontwerp van Gerard Snelder verrees bij de zuidelijke oprit van de Kennedybrug, op de plek van het gesloopte Karmelietessenklooster. Vlakbij staat aan de Parkweg een modern kantoorgebouw met ervoor een sculptuur van roestvrij staal van Piet Killaars uit 1997. In de omgeving liggen enkele woonhuizen uit de jaren 1920 en '30, ontworpen door Alphons Boosten.
Op de hoek van de Kapelweg staat de neoclassicistische Sint-Lambertuskapel uit 1847. De achthoekige kapel met koepeldak werd gebouwd ter vervanging van een achttiende-eeuwse kapel, die voor de aanleg van het kanaal naar Luik moest wijken. Eerder stond op deze plek de middeleeuwse kerk van Sint Pieter. Verder naar het zuiden versmalt de weg geleidelijk, wordt de bebouwing lager, worden de tuinen groter en is hier en daar het open veld achter de huizen zichtbaar. Diverse huizen zijn rijks- of gemeentemonumenten. Ze liggen merendeels aan de Lage Kanaaldijk, het vroegere westelijke jaagpad langs het Kanaal Luik-Maastricht, thans de Maasboulevard. Aan de oostzijde ligt de Hoge Kanaaldijk. Deze buigt om de jachthaven Sint Pieter heen en volgt daarna de rivieroever op korte afstand. Aan deze zijde is geen bebouwing meer.

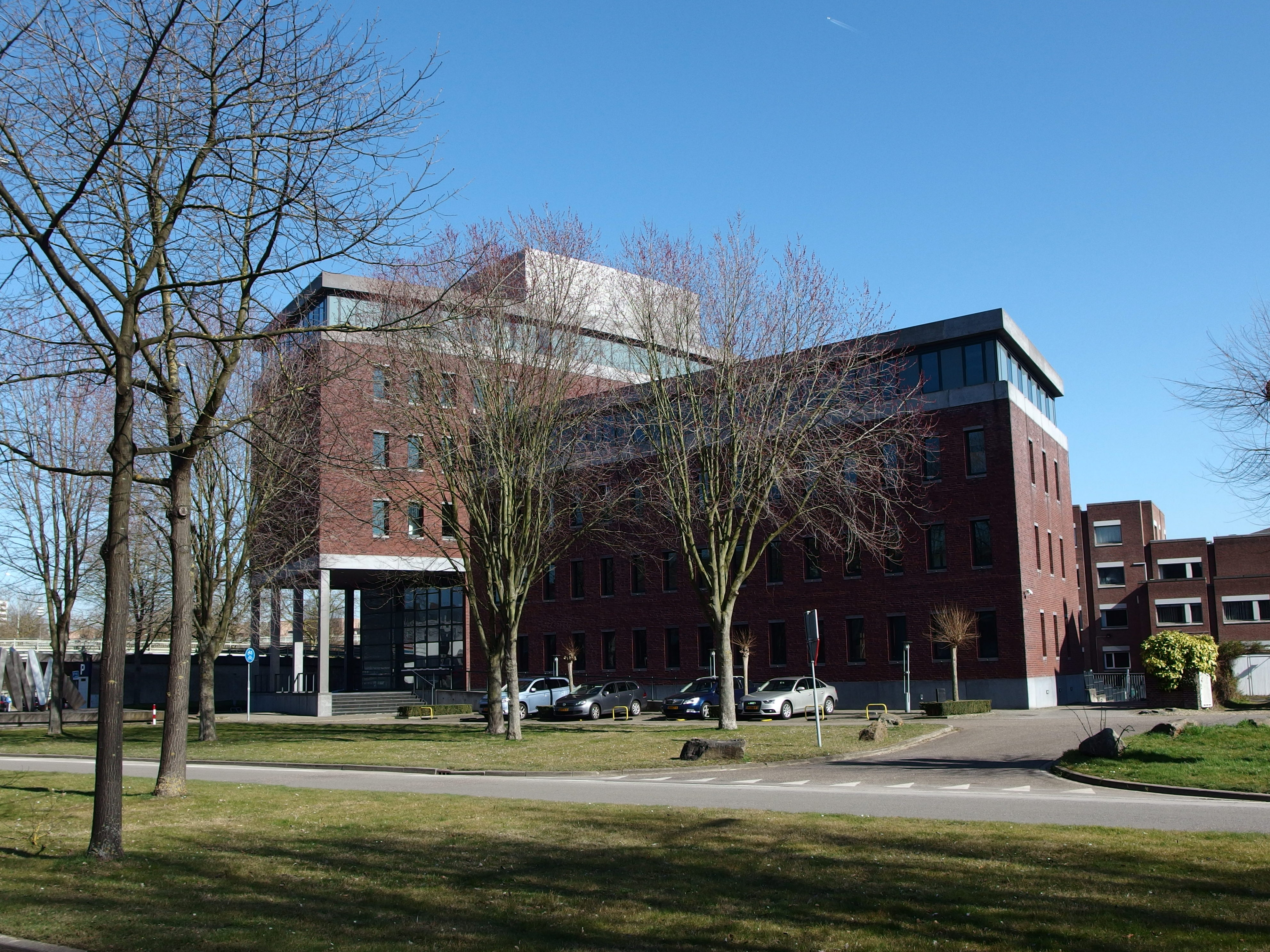
Kantoorpand Parkweg
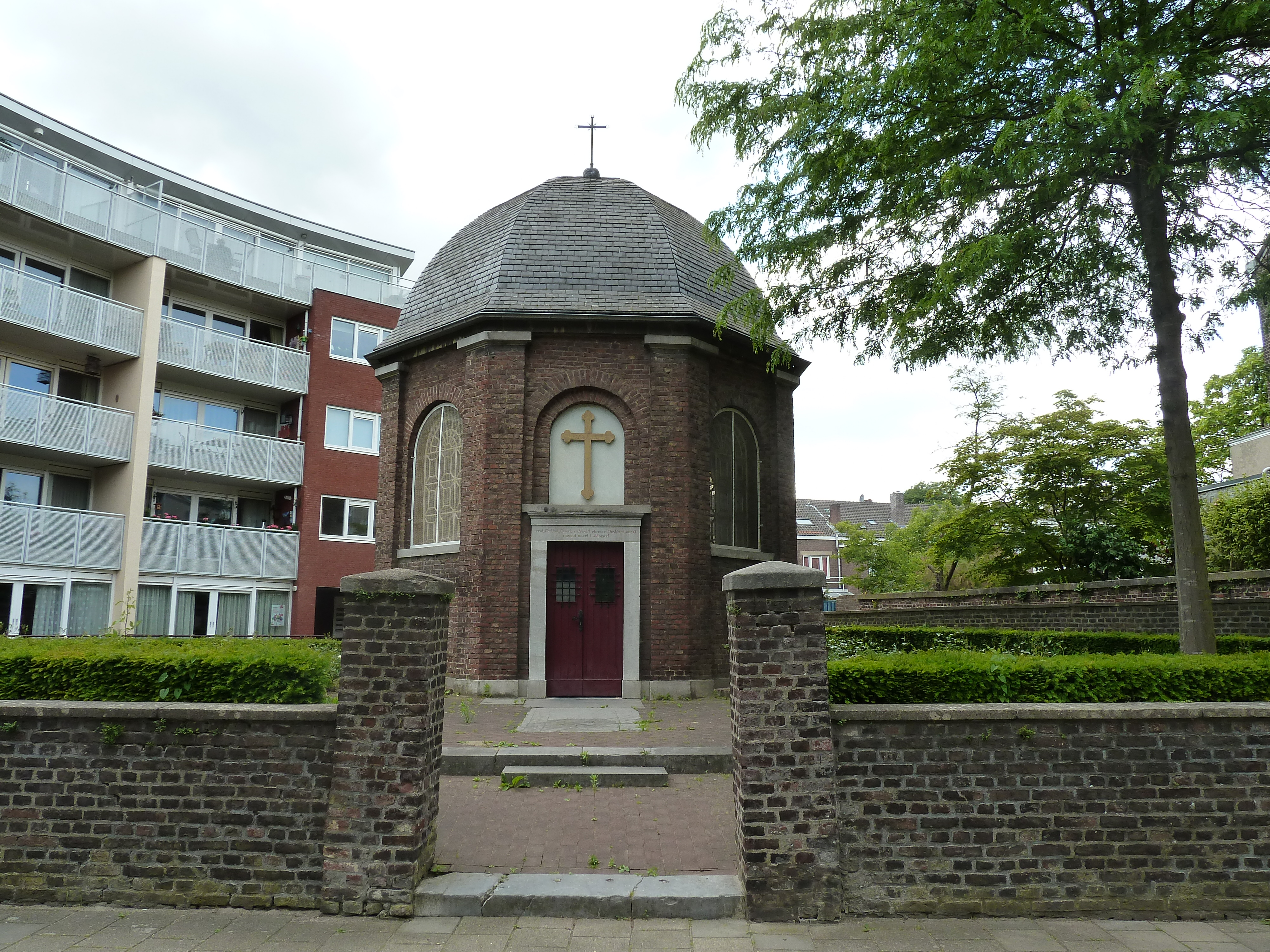
Sint-Lambertuskapel
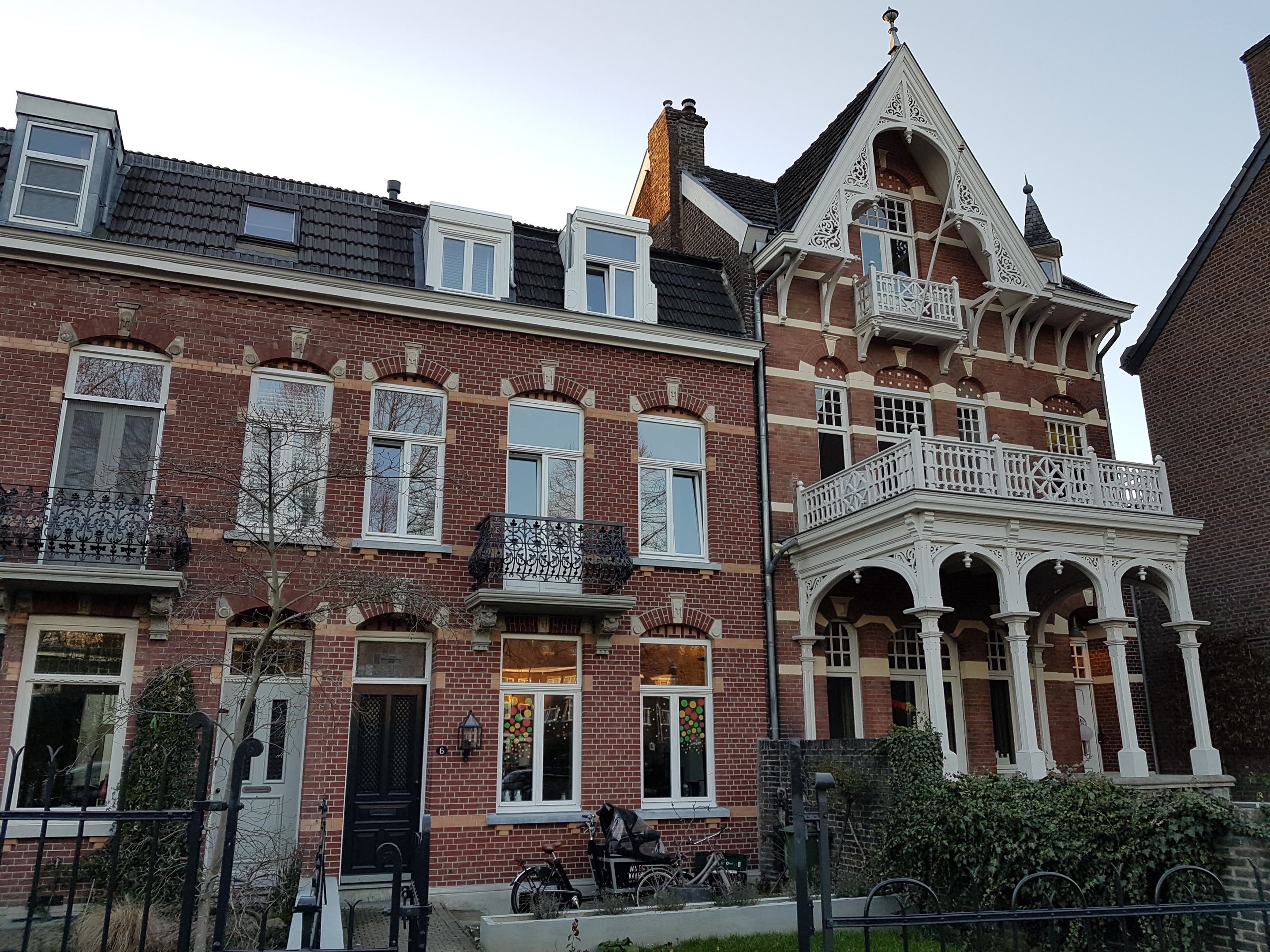
Lage Kanaaldijk 5-7
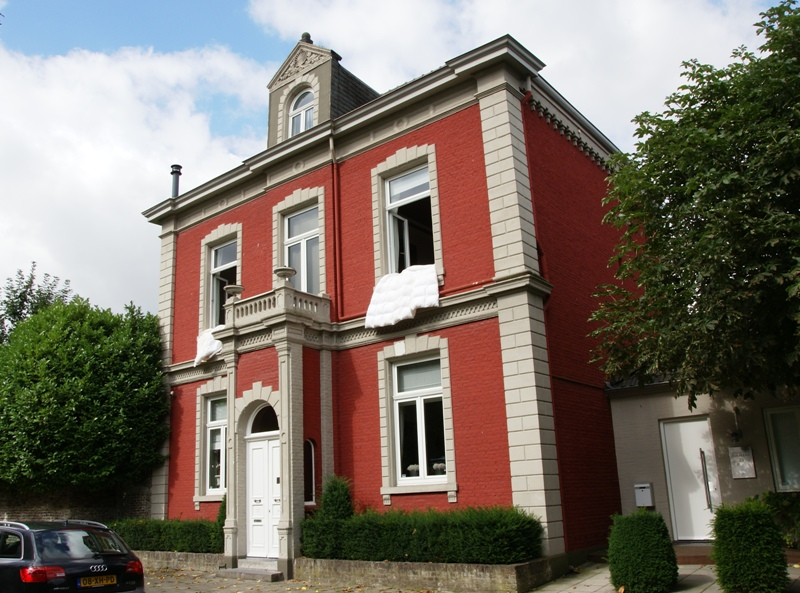
Lage Kanaaldijk 23

### Zuidelijk deel (Sint Pieter)

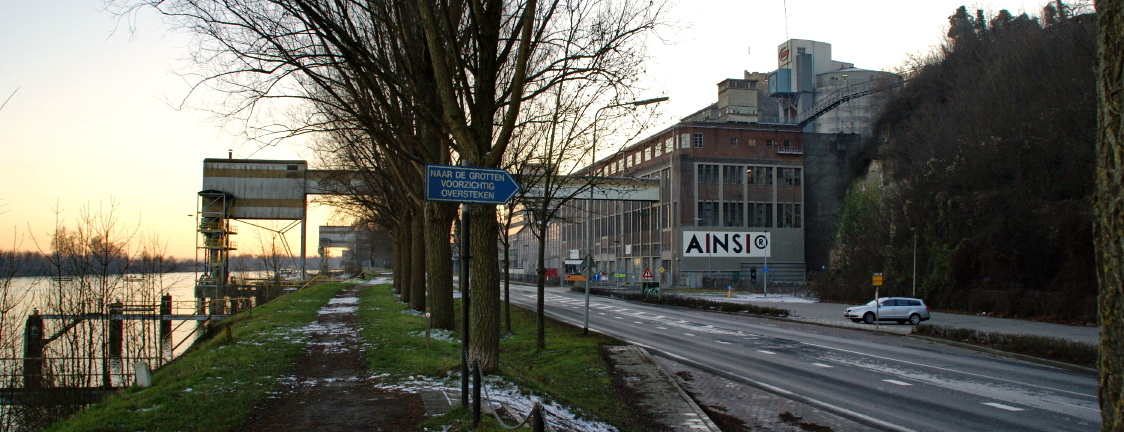
Maasboulevard bij ENCI/AINSI. Het blauwe bordje wijst toeristen die hier uit de rondvaartboot stappen de weg naar Slavante

Het dorp Sint Pieter was tot 1920 een zelfstandige gemeente en daarvoor een Luikse heerlijkheid. Het dorp was vanouds agrarisch met vooral tuinderijen, waarvan de producten op de Maastrichtse markten werden verkocht. Tegenwoordig is het een gewild woongebied. Gaande naar het zuiden wordt de helling van de Sint-Pietersberg aan de westzijde van de boulevard steiler. Sommige huizen aan de Lage Kanaaldijk hebben de status van rijks- of gemeentemonument. Bij de dorpskern is er vanaf de boulevard zicht op de hooggelegen kerk van Sint-Pieter boven, het Huis de Torentjes en Villa Maaszicht. Aan de andere kant is er vrij uitzicht over de Maas.
Officieel behoort het dorp Sint Pieter tot de buurt Villapark en begint de buurt Sint Pieter pas bij Slavante. Het buitengoed Slavante ligt in het hellingbos op de flank van de Sint-Pietersberg. De uitspanning vormt een populair uitje voor Maastrichtenaren en toeristen. Er is een aanlegsteiger voor de rondvaartboten, een café-restaurant, een speeltuin, een wijngaard en een ondergrondse kalksteengroeve ("mergelgrot"). Hoog op de helling ligt de kasteelruïne Lichtenberg, waar men uitzicht heeft over het Maasdal en de ENCI-groeve. De met grijs stof bedekte gebouwen van de cementfabriek ENCI liggen direct aan de Maasboulevard. Het voormalige verpakkingsgebouw van architect Frits Peutz uit de jaren 50 is in gebruik als cultuurcentrum AINSI. Aan de zuidzijde van het fabrieksterrein is sinds 2017 een publieksingang van de groeve, die zich na de beëindiging van de mergelwinning ontwikkeld heeft tot natuur- en recreatiegebied. Enkele honderden meters ten zuiden hiervan bereikt de weg de grens tussen Nederland en België.

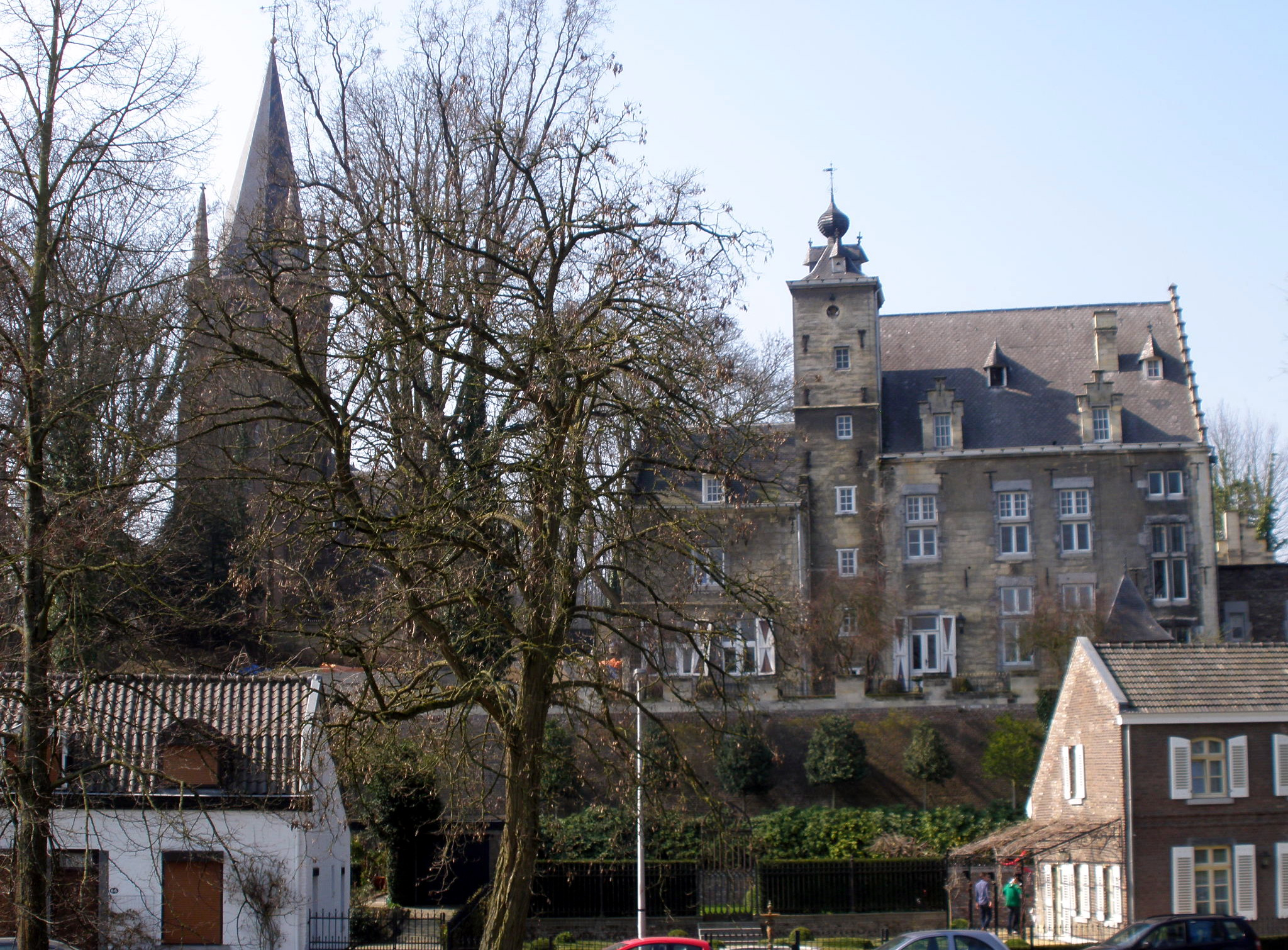
Dorp Sint Pieter
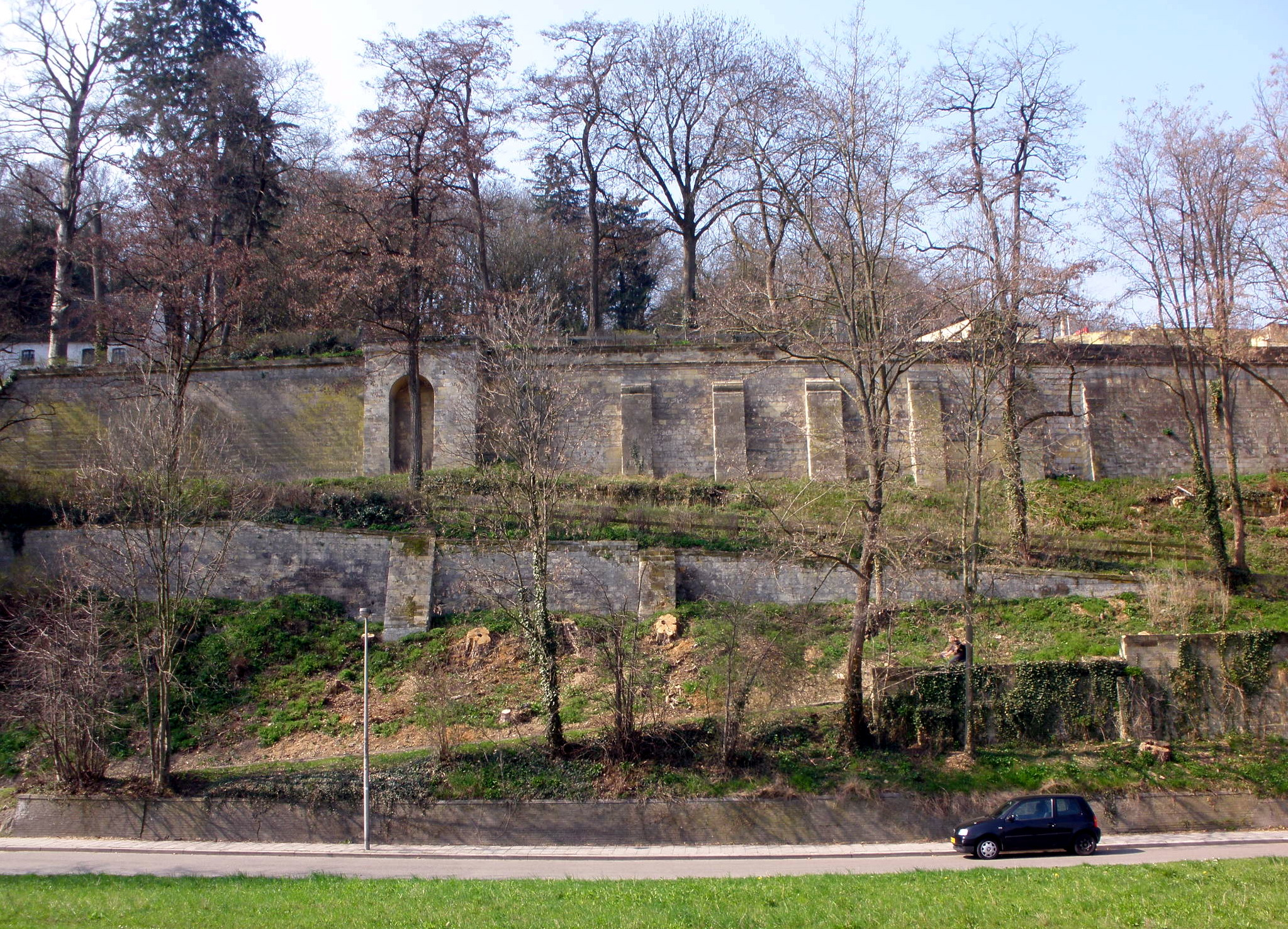
Slavante
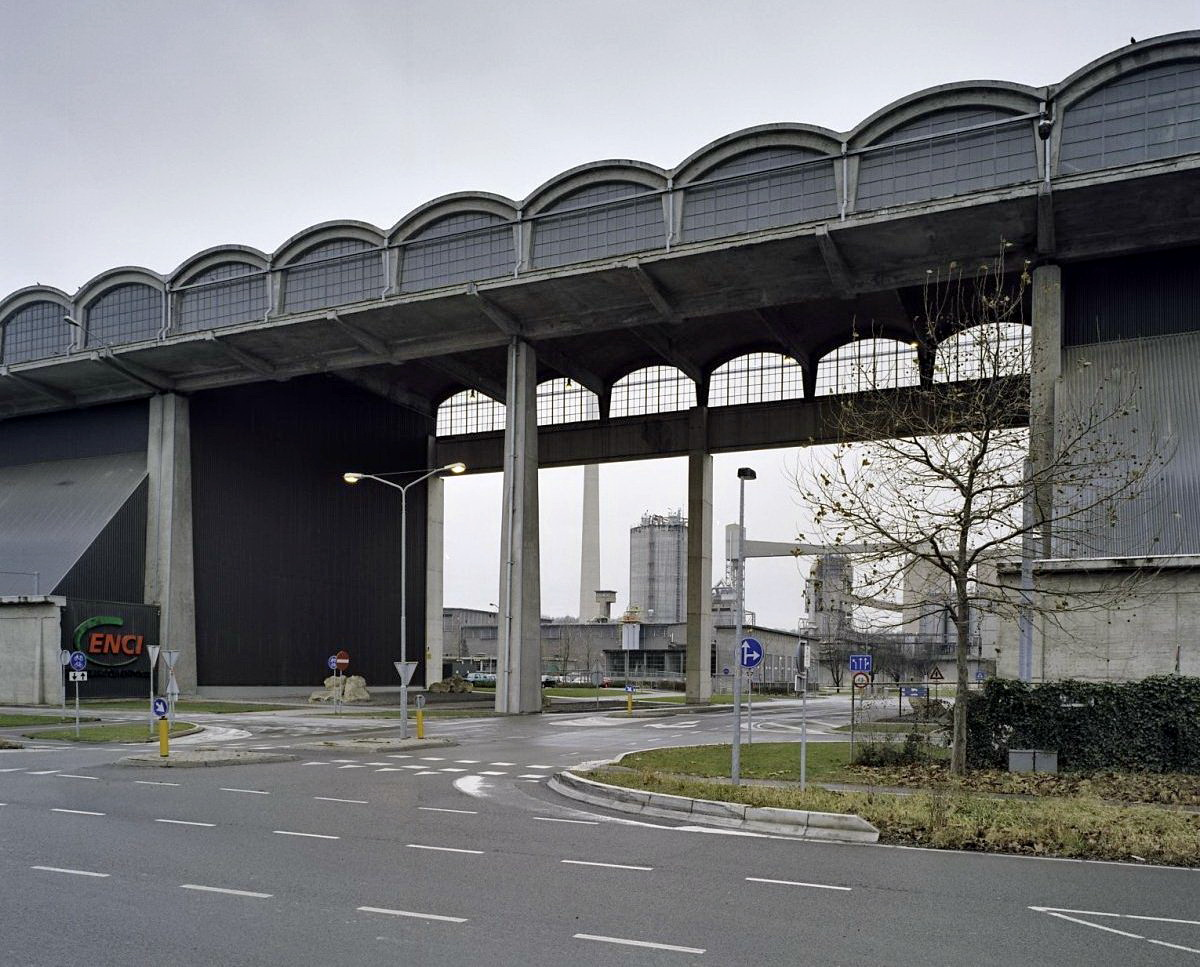
Industrieel erfgoed ENCI
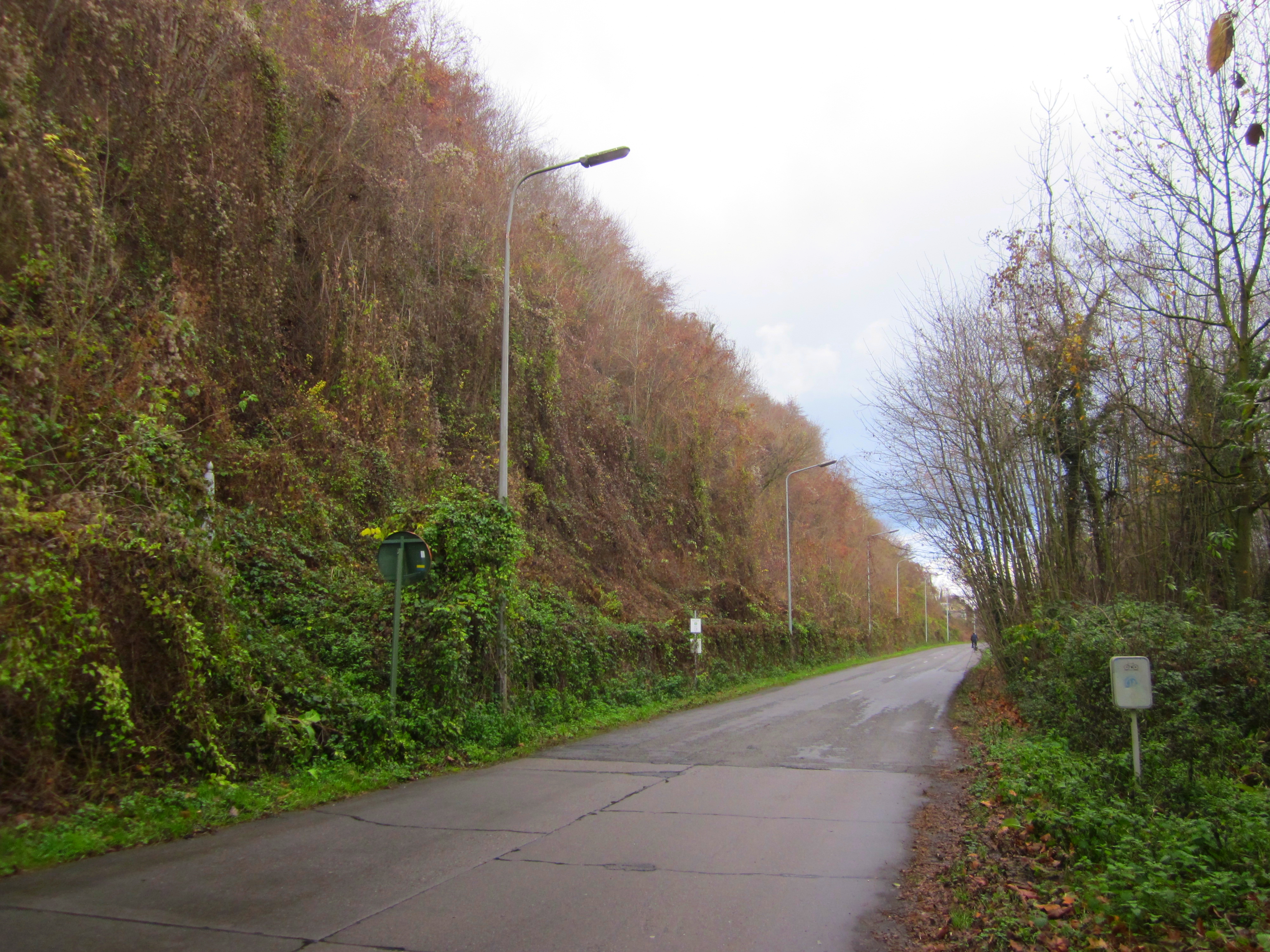
Nederlands-Belgische grens

## Trivia
- In 1964 – de eigenlijke aanleg van de boulevard moest nog beginnen – werd een liedje over de Maasboulevard een Maastrichtse carnavalshit. Het lied met tekst en muziek van Math. Niël (niet de componist Matty Niël) verhaalt hoe de Maastrichtenaren zich verheugen om te gaan wandelen en flaneren op de nieuwe boulevard; de mannen in hun mooiste pak, de vrouwen op hoge hakken.[56]
- Op 22 maart 1971 werd door staatssecretaris Kruisinga op de Maasboulevard de eerste 'snuffelpaal' van een landelijk netwerk van deze meetpunten voor luchtverontreiniging in gebruik gesteld.[57]
- De Maasboulevard fungeerde diverse malen als start- of finishplaats van sportevenementen. Op 17 augustus 1978 won Cees Priem er de derde etappe van de Ronde van Nederland.[58] Van 1991-2002 lag de finish van de Amstel Gold Race op de Maasboulevard. Sinds 1998 start deze Nederlandse klassieker hier of in de directe omgeving.[59] Het parcours van de Maasmarathon (Marathon de la Basse-Meuse), die zijn start en finish in het Belgische Wezet (Visé) heeft, liep een aantal jaren vanaf de Kennedybrug tot aan de Nederlands-Belgische grens over de Maasboulevard.[60]